# Joigny
Joigny est une commune française située dans le département de l'Yonne en région Bourgogne-Franche-Comté.
Riche d'une histoire médiévale, dont témoigne encore la vieille ville, elle est la ville centre de la Communauté de communes du Jovinien labellisée Pays d'art et d'histoire.

## Géographie

### Localisation
La ville de Joigny est située au centre du département de l'Yonne sur les bords de l'Yonne (rivière) en Bourgogne-Franche-Comté.
La ville primitive était construite sur un promontoire de la côte du plateau d’Othe, dominant la large rivière, qui servait à la fois de protection et de voie de communication. Son pont, sa riche vallée propice aux pâturages et à la culture tant vivrière que céréalière, et sa situation stratégique furent à l'origine de sa richesse, notamment grâce à la culture de la vigne sur les coteaux calcaires (au moins jusqu’à l’apparition du phylloxera).
Sur le plateau, la vaste forêt d'Othe, qui occupe les deux-tiers de la surface de la commune, permit la construction des maisons à pans de bois dont la ville s’enorgueillit encore ; l’écorce des chênes fournit le tan nécessaire aux nombreuses tanneries — elles comptèrent jusqu’à 140 fosses — situées sur la rive gauche d’un bras du Tholon, le ru des tanneries.

### Communes limitrophes
Les communes limitrophes sont Dixmont, Champlay, Béon, Brion, Bussy-en-Othe, Cézy, Chamvres, Laroche-Saint-Cydroine, Looze, Paroy-sur-Tholon, Saint-Aubin-sur-Yonne, Villecien et Villevallier.

### Hydrographie

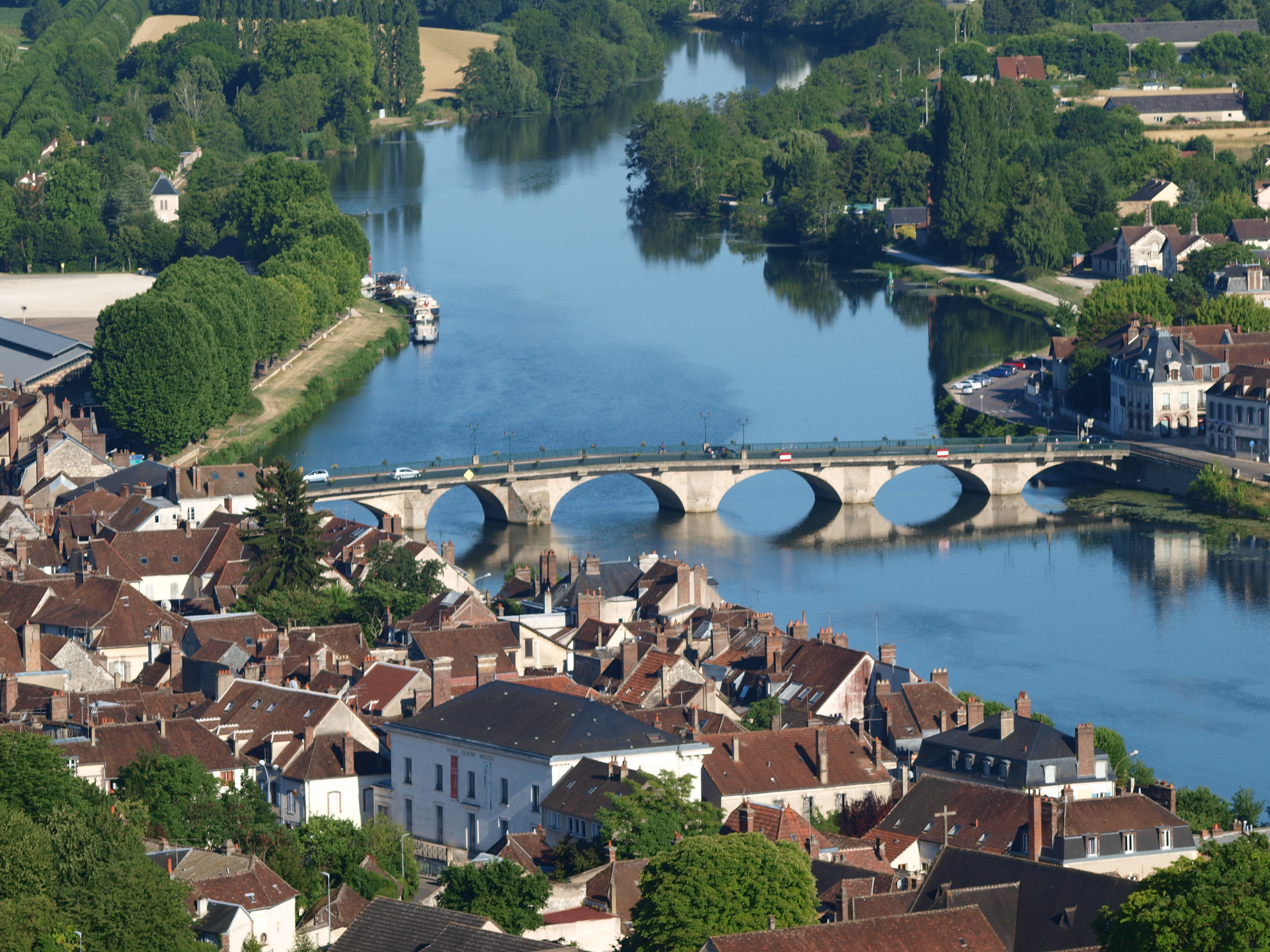
L'Yonne et le Pont.

- La commune de Joigny est traversée au sud et d'est en ouest par l'Yonne.
- La rivière de La Chênée prend sa source sur le nord de la commune ainsi que plusieurs de ses affluents.
- Le Rubignon prend sa source dans la partie nord-est de Joigny et constitue une partie de la limite nord avec la commune de Dixmont.

### Climat
Pour des articles plus généraux, voir Climat de la Bourgogne-Franche-Comté et Climat de l'Yonne.
En 2010, le climat de la commune est de type climat océanique dégradé des plaines du Centre et du Nord, selon une étude du Centre national de la recherche scientifique s'appuyant sur une série de données couvrant la période 1971-2000. En 2020, Météo-France publie une typologie des climats de la France métropolitaine dans laquelle la commune est exposée à un climat océanique altéré et est dans une zone de transition entre les régions climatiques « Nord-est du bassin Parisien » et « Lorraine, plateau de Langres, Morvan ».
Pour la période 1971-2000, la température annuelle moyenne est de 11,3 °C, avec une amplitude thermique annuelle de 16,1 °C. Le cumul annuel moyen de précipitations est de 709 mm, avec 11,8 jours de précipitations en janvier et 7,6 jours en juillet. Pour la période 1991-2020, la température moyenne annuelle observée sur la station météorologique de Météo-France la plus proche, « Aillant », sur la commune de Montholon à 12 km à vol d'oiseau, est de 11,5 °C et le cumul annuel moyen de précipitations est de 727,4 mm. 
La température maximale relevée sur cette station est de 42,7 °C, atteinte le 24 juillet 2019 ; la température minimale est de −23,5 °C, atteinte le 25 février 1986,,.
Les paramètres climatiques de la commune ont été estimés pour le milieu du siècle (2041-2070) selon différents scénarios d'émission de gaz à effet de serre à partir des nouvelles projections climatiques de référence DRIAS-2020. Elles sont consultables sur un site dédié publié par Météo-France en novembre 2022.

### Milieux naturels et biodiversité
La commune inclut trois ZNIEFF :
- La ZNIEFF de la vallée de l'Yonne entre Champlay et Cézy[9] a une surface de 1 086 ha, répartis sur les communes de Cézy, Champlay, Joigny et Saint-Aubin-sur-Yonne. Son habitat déterminant est les eaux vives ; on y trouve aussi eaux douces stagnantes, landes, fruticées, pelouses, prairies, forêts, tourbières et marais.
- La ZNIEFF du marais des Noues d'Abandon[10], soit 105 ha de tourbières et marais comme milieux déterminants, accompagnés d'eaux douces stagnantes, landes, fruticées, pelouses, prairies et forêts. Le tout est partagé entre Champlay et Joigny.
- La ZNIEFF de la forêt d'Othe et ses abords[11], qui englobe 29 398 ha répartis sur 21 communes[12]. Le milieu déterminant est la forêt ; on y trouve aussi eaux douces stagnantes, landes, fruticées, pelouses et prairies.

## Urbanisme

### Typologie
Au 1er janvier 2024, Joigny est catégorisée petite ville, selon la nouvelle grille communale de densité à sept niveaux définie par l'Insee en 2022.
Elle appartient à l'unité urbaine de Joigny, une unité urbaine monocommunale constituant une ville isolée,. Par ailleurs la commune fait partie de l'aire d'attraction de Joigny, dont elle est la commune-centre,. Cette aire, qui regroupe 14 communes, est catégorisée dans les aires de moins de 50 000 habitants,.

### Occupation des sols

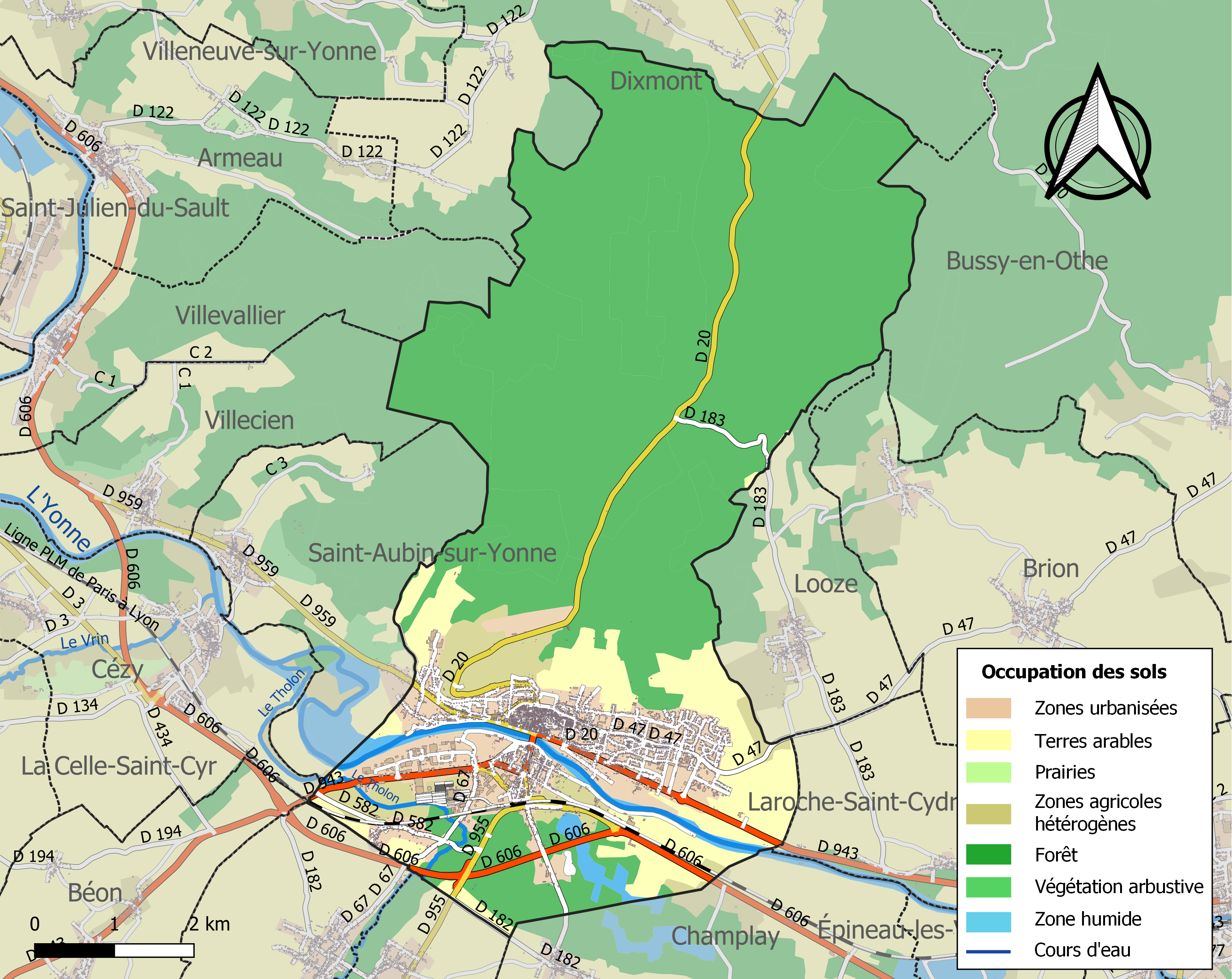
Carte des infrastructures et de l'occupation des sols de la commune en 2018 (CLC).

L'occupation des sols de la commune, telle qu'elle ressort de la base de données européenne d’occupation biophysique des sols Corine Land Cover (CLC), est marquée par l'importance des forêts et milieux semi-naturels (69,8 % en 2018), une proportion sensiblement équivalente à celle de 1990 (70,6 %). La répartition détaillée en 2018 est la suivante : 
forêts (69,8 %), terres arables (10,2 %), zones urbanisées (9,4 %), zones agricoles hétérogènes (4,9 %), zones industrielles ou commerciales et réseaux de communication (2,9 %), eaux continentales (2,3 %), espaces verts artificialisés, non agricoles (0,5 %). L'évolution de l’occupation des sols de la commune et de ses infrastructures peut être observée sur les différentes représentations cartographiques du territoire : la carte de Cassini (XVIIIe siècle), la carte d'état-major (1820-1866) et les cartes ou photos aériennes de l'IGN pour la période actuelle (1950 à aujourd'hui).

### Habitat et logement
En 2020, le nombre total de logements dans la commune était de 5 227, alors qu'il était de 5 157 en 2015 et de 5 091 en 2010.
Parmi ces logements, 80,6 % étaient des résidences principales, 4,5 % des résidences secondaires et 14,9 % des logements vacants. Ces logements étaient pour 50,9 % d'entre eux des maisons individuelles et pour 48,6 % des appartements.
Le tableau ci-dessous présente la typologie des logements à Joigny en 2020 en comparaison avec celle de l'Yonne et de la France entière. Une caractéristique marquante du parc de logements est ainsi une proportion de résidences secondaires et logements occasionnels (4,5 %) inférieure à celle du département (10,6 %) et à celle de la France entière (9,7 %). Concernant le statut d'occupation de ces logements, 45,2 % des habitants de la commune sont propriétaires de leur logement (44,8 % en 2015), contre 67,4 % pour l'Yonne et 57,5 pour la France entière.
| Typologie                                               | Joigny | Yonne | France entière |
| ------------------------------------------------------- | ------ | ----- | -------------- |
| Résidences principales (en %)                           | 80,6   | 77,4  | 82,1           |
| Résidences secondaires et logements occasionnels (en %) | 4,5    | 10,6  | 9,7            |
| Logements vacants (en %)                                | 14,9   | 12    | 8,2            |

### Voies de communication et transports

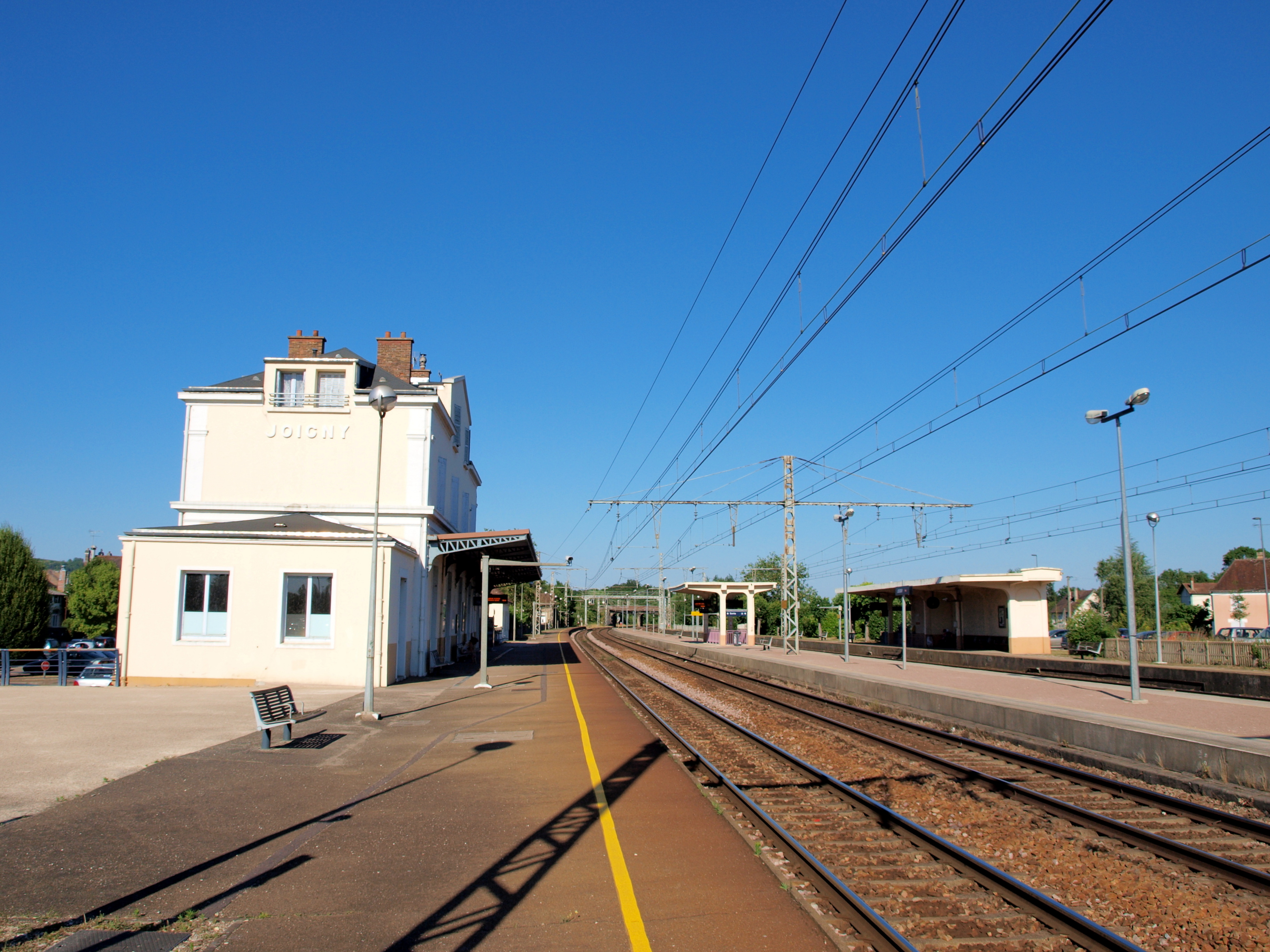
La gare.

La commune est desservie par la D943 , qui permet de rejoindre Montargis ou Troyes. La D606 (ex-N6), permettant de rejoindre Sens (Paris) ou Auxerre, contourne la ville. Enfin, il est possible de rejoindre l'autoroute A6 en passant par la D943 (vers Paris) ou par la D606 (vers Dijon/Lyon).
La commune est desservie par la gare de Joigny, où s'arrêtent des trains TER Bourgogne-Franche-Comté qui effectuent des missions entre les gares de Paris-Lyon et Laroche - Migennes ainsi qu'entre les gares de Paris-Bercy et Auxerre-Saint-Gervais ou Dijon-Ville.
La ville dispose du  petit Aérodrome de Joigny, ouvert à la circulation aérienne publique.

## Toponymie
Le nom Joviniacum a été écrit pour la première fois au XIIe siècle par le moine Clarius de l'abbaye Saint-Pierre-le-Vif de Sens.
Il y a un mont Joigny entre les communes d'Épernay et d'Apremont en Savoie, dans le massif de la Chartreuse.

## Histoire

### Préhistoire
Le site est occupé à la période néolithique.[réf. nécessaire]

### Antiquité
La ville actuelle est fondée pendant l'époque romaine par Flavius Jovinius préfet de la milice romaine en Gaule en 369 (Joviniacum en latin).
On peut voir des ferriers (peut-être antérieurs à l'époque gallo-romaine) et des thermes gallo-romains dans le Bois du Grand Marchais.

### Moyen Âge
Durant l'époque médiévale, c'est la construction d'une place forte à la fin du Xe siècle par Renard Ier le Vieux, comte de Sens, sur une partie des terres de l'abbaye Sainte-Marie du Charnier de Sens, qui marquera la naissance de la ville actuelle, fondée officiellement en 996,.
Située avant la Révolution française en Champagne mais rattachée, du fait de sa proximité avec la rivière Yonne, au département de l'Yonne (avec Sens) par le législateur en 1790.

#### Comté de Sens
Avant l'an mille, Joigny faisait partie du comté de Sens. Un chroniqueur de Sens indique que le comte Renard Vetulus a fait bâtir un château sur une terre appartenant à Saint-Jean de Sens. Ce comte a régné un demi-siècle.
L'institution d'un comté à Joigny faisait, jusqu'il y a peu, l'objet d'un consensus parmi les historiens et les érudits : le comté était né d'un partage successoral et d'un héritage affectant l'ancien comté de Sens. Ensuite, la date de l'érection variait au gré des plumes : 996, 999, 1008, 1015, 1034, 1055 et 1058. Par exemple, pour justifier la date 996/999, on avait coutume de prendre la date de la mort du comte Renard Ier de Sens (Vetulus) comme première attestation de l'existence documentaire de Joigny (à distinguer du comté !). Alors dès 996/999, apparaissait un héritier de Renard à Joigny, son gendre Geoffroy Ier de Ferréol, comte de Joigny, aussi baron de Joinville et doyen des sept pairs de Champagne. De plus, Geoffroy fondait en 1080 le prieuré Notre-Dame dont la charte nous apprend que Joigny s'appelait Castrum Gaudiaci, qui signifie château de plaisance (mais il y a d'autres étymologies possibles pour Joviniacum, comme Jovis = Jupiter).
On voit bien en quoi ce schéma pose problème : le trop long règne de Geoffroy ; le fait que la fondation de Joinville soit plus tardive (château construit vers 1027-1030 semble-t-il, par Étienne de Vaux, † 1060) et que la Maison des sires de Joinville ne puisse être confondue avec la dynastie comtale de Joigny contrairement à ce que l'on a longtemps cru à cause de la similitude des noms des seigneurs ; l'appellation comté de Champagne apparue seulement vers 1102 ; le nom Geoffroy de Ferréol faisant irrésistiblement allusion à un comte de Gâtinais contemporain (comte de 1028/1030 à 1043/1045, ancêtre paternel des Plantagenêts – et d'ailleurs aussi probablement des Joigny en lignée féminine par les Courtenay – mais pas documenté comme l'ancêtre agnatique des Joigny) ; et surtout la création plus tardive du comté de Joigny, attestée seulement en 1080 et ne remontant sans doute pas plus haut que l'intervalle 1042-1055-1080.
En effet, la documentation établit une fourchette pour la date de la création du comté de Joigny. En 1042, Migennes, qui appartiendra ensuite au comté de Joigny, est dit dans une charte du temps "dans le comté de Sens". En 1080 pour la première fois est cité un « comte de Joigny » en la personne de Geoffroy Ier. Entre les deux dates, survient l'année 1055, qui est celle de la mort du dernier comte de Sens Renard II le Mauvais, petit-fils de Renard Ier. Certains auteurs en ont déduit qu'après sa mort, un héritier (beau-frère ou gendre selon les auteurs) aurait reçu le Jovinien (région de Joigny) dans les partages successoraux. Aucun document ni chronique ne permet d'assurer cette hypothèse. En outre, il n'y a pas davantage lieu de s'attarder sur une création encore plus ancienne qui aurait résulté de l'héritage du comte de Sens de Renard le Vieux (+999), ou à la succession du comte Fromond II († 1008), ou à celle du pseudo Fromond III (imaginaire, et né d'une erreur de datation d'une charte pourtant corrigée par son éditeur, l'archiviste Quantin).
En effet, deux chroniqueurs sénonais contemporains des faits (Odorannus et Clarius, moines de Saint-Pierre-le-Vif) indiquent sans ambiguïté qu'à la mort de Renard le Mauvais, ses biens sont divisés entre le roi (Henri Ier) et l'archevêque Mainard, sans faire référence à un quelconque héritier. Aucun élément généalogique ne relie les deux lignages, à la seule exception du prénom Renard connu par ailleurs dans d'autres lignages comtaux. Il faut alors abandonner l'hypothèse d'un partage successoral.
Une autre date retient l'attention : celle de 1068. Cette année-là, le roi Philippe Ier solde le dossier du comté de Gâtinais. La Couronne acquiert alors la seconde moitié du comté (le Bas-Gâtinais, au nord, autour de Nemours et Château-Landon) après avoir mis la main sur la première moitié de ce comté (le Haut-Gâtinais, au sud, autour de Montargis : cette part formera la partie occidentale de la seigneurie de Courtenay). Il se peut que la famille de l'archevêque de Sens Gilduin, qui a possédé des biens dans le Haut Gâtinais qu'elle a soumis à la suzeraineté du comte de Valois et de Vexin (cf. Raoul IV), ait permuté pour venir dans le Jovinien où elle avait déjà des intérêts à Migennes en 1042 (cette famille serait celle qui accède au comté de Joigny vers le milieu du XIe siècle, en tout cas avant 1080, l'évêque Gilduin/Gelduin étant réputé frère du premier comte de Joigny avéré, Geoffroy Ier ou II ; mais rien ne prouverait qu'ils sont fils d'Alix de Sens et de Geoffroy). Le XIe siècle a connu de tels échanges territoriaux (cf. Sancerre). La puissance royale a fait le reste : l'octroi d'un titre comtal à Joigny, ce qu'une convention familiale était impuissante à faire. Mais Philippe Ier vénérait sa chère abbaye de Saint-Benoît-sur-Loire, où il s'est fait d'ailleurs, seul de sa race, inhumer, et l'a débarrassée d'un voisinage féodal encombrant. De fait, le nouveau lignage, aux horizons géographiques multiples, possède ailleurs des droits comtaux. En conséquence il est tenu d'instituer un vicomte à Joigny dès 1080 (le titre n'est pas en ce temps une dignité conférée à une terre ou une politesse mondaine).
Le comté de Joigny forme géographiquement un démembrement du comté de Sens, au contact du comté d'Auxerre, alors submergé et occupé par le duc de Bourgogne. Il est encadré à l'Est par le comté de Troyes (le château de Saint-Florentin en dépend) et à l'Ouest par la seigneurie de Courtenay en partie construite sur la ruine du comté de Gâtinais.

#### La question de la mouvance féodale
Il semble que le rattachement féodal du comté de Joigny à celui de Champagne (et juridiquement à celui de Troyes pour son château de Saint-Florentin) soit une conséquence de la situation du XIe siècle. Le jeune comté, érigé entre 1042 et 1080, aurait été initialement placé dans la vassalité du comte de Valois, de Vexin et d'Amiens Raoul IV. Au décès de celui-ci en 1074, son héritage a donné lieu à une guerre entre ses héritiers. Le comte de Blois Thibaut III (par ailleurs comte de Troyes, ancêtre des comtes de Champagne – sous le nom de Thibaut Ier – et gendre de Raoul IV de Valois dont il épouse en deuxièmes ou troisièmes noces la fille Adélaïde de Valois, héritière du Valois par son père et de Bar-sur-Aube par sa mère) l'a emporté. Il y a gagné le comté de Bar-sur-Aube mais aussi sans doute la suzeraineté sur le comté de Joigny, qui n'est connue au plus tôt qu'en 1100.
Le vicomte de Joigny lui aussi était vassal du comte de Troyes et le service était attaché à Saint-Florentin. Ce vicomte possédait l'essentiel de ses domaines dans un quadrilatère formé par Lailly et Les Sièges, Armentières et Séant-en-Othe. Vers 1200, il a choisi de faire de Rigny-le-Ferron le centre de ses domaines et finalement, d'en prendre le nom.
Dès lors, le comte de Joigny apparaît, comme ses confrères les comtes de Bar-sur-Seine et de Brienne, auprès des comtes de Blois-(Champagne) lorsque ces derniers fréquentent leur comté de Troyes. Par la suite, la qualité de premier pair du comté de Champagne est attribuée au comte de Joigny, à l'instar de ce que la littérature médiévale a imaginé dans le roman des chevaliers de la Table Ronde.

#### À l'ombre des principautés
Un pont est construit sur l'Yonne. La ville se développe, et comme à Troyes et à Auxerre, entreprend la construction d'une vaste enceinte venant englober différents quartiers (dont celui du vicomte). Elle communique avec les Foires de Champagne et notamment la foire de Troyes par un grand chemin passant à travers la forêt d'Othe, gagnant Coulours et Villemaur. Le comte se lie avec la famille comtale de Nevers et y gagne en dot Coulanges-la-Vineuse. On ne le repère pas dans les croisades d'Orient alors qu'il va participer à l'aventure de Sicile dans la seconde moitié du XIIIe siècle.
Les prises de position des comtes de Joigny ne sont pas négligées par les pouvoirs supérieurs. C'est ainsi que la comtesse de Champagne Blanche de Navarre, mère de Thibaud né posthume (1201-1253), obtiendra des garanties de la comtesse de Joigny lors de l'ouverture de sa délicate régence en se faisant "rendre" le château de Joigny. L'implantation de son agent dans le Jovinien, le Briard Manassès de Touquin, est une précaution utile. Le comté de Joigny sera fidèle à la comtesse de Champagne dans la guerre de succession de Champagne engagée par Érard de Brienne, seigneur de Venisy, et Thibaud le Chansonnier conservera sa couronne comtale.
Les comtes de Joigny étaient aussi pairs de France, ainsi que nous l'apprend un jugement de Philippe Auguste en 1216 concernant un différend qui opposait la reine de Chypre, Alix de Champagne, et la comtesse Blanche en présence des pairs du royaume dont Guillaume Ier.
Il fonde dans le quartier vigneron de Saint-André le prieuré Notre-Dame de Joigny, placé sous la tutelle clunisienne, à l'emplacement d'une chapelle dédiée à saint Georges : les premiers moines viennent du prieuré de La Charité dont Gérard de Cluny, par ailleurs bâtisseur du prieuré de La Charité, devint le premier prieur. L'église prieurale est consacrée le 14 septembre 1085 par l'archevêque de Sens Richer II et deviendra au fil des siècles et des modifications, notamment de la façade au XVIe siècle, l'actuelle église Saint-André.

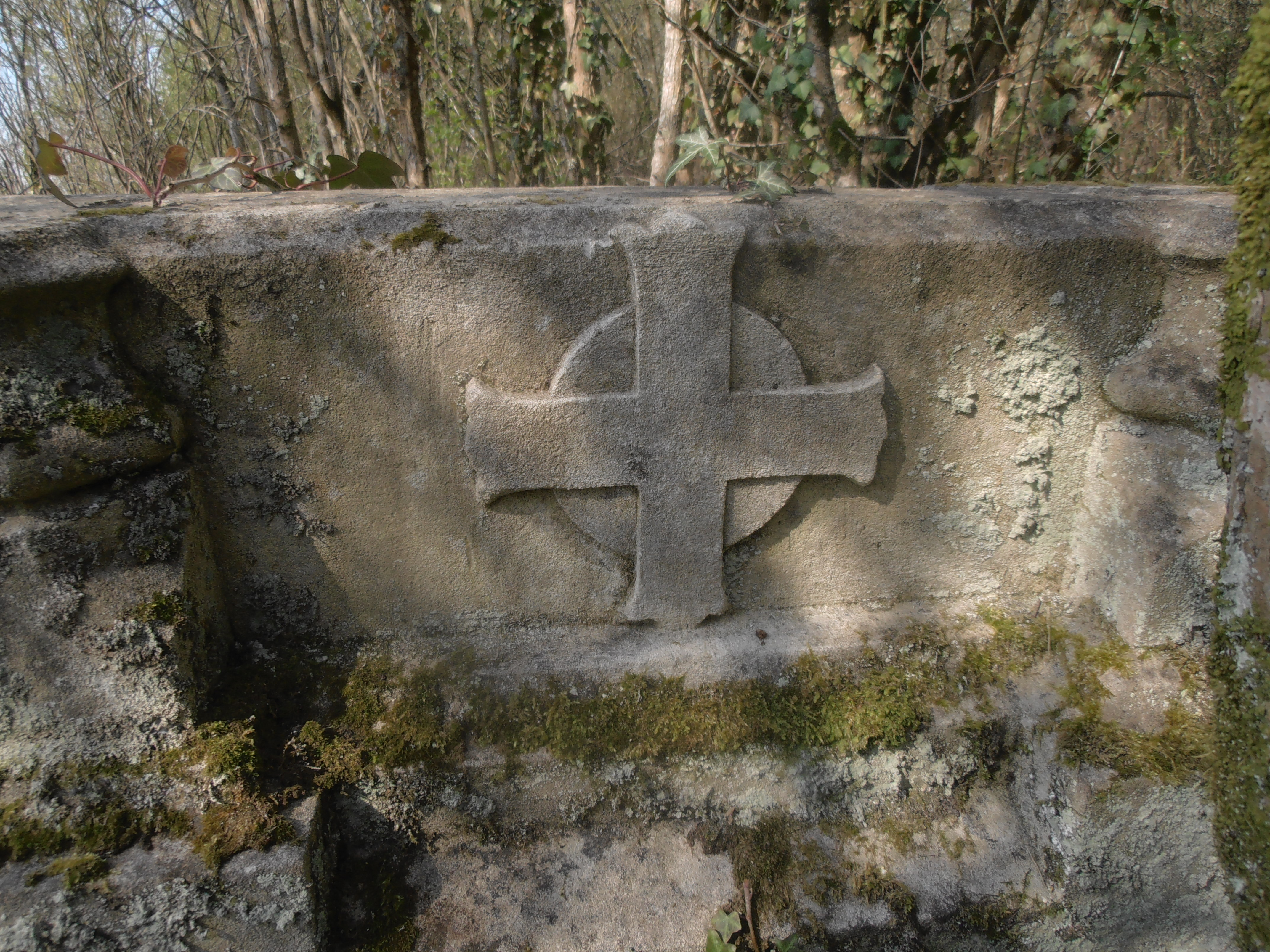
Croix de Saint-Jean de Jérusalem

Un document de 1138 fait état d'un don de 15 livres de rentes par le comte de Joigny aux Templiers, sur ses droits de péage, pour l'entretien d'une de leurs chapelles. En 1162 ils échangent cette rente contre des bois et terres. En 1211 ils achètent les terres de Simon de Courtanron à Corberie. En 1188 les Hospitaliers de l'ordre de Saint-Jean de Jérusalem reçoivent en donation du comte Guillaume des prés et terres situés à Saint-Thomas. Leur commanderie est réunie à celle de Launay en 1469.
Au XIIIe siècle, ce qui correspond aujourd'hui au quartier Saint-Jean est entouré de remparts munis de tours et de trois portes : la porte aux poissons (démolie en 1824), une porte devant la plate-forme du château, et une porte flanquée de deux tours et un pont-levis donnant sur le pont en bois passant la rivière. Ce pont en bois était en deux parties qui se rejoignaient sur une île, au milieu de la rivière, sur laquelle était construite un moulin.
En 1300, Jean II dit Blondel de Joigny affranchit les "hommes, femmes nés ou à naître à perpétuité" de toute taille, servage ou servitude qu'il avait sur eux, pour la somme de 4 850 livres.
Ce comte se fait très menaçant pour le pouvoir royal. À la mort de Louis X le Hutin et de son fils posthume Jean Ier, il existe une fille héritière du roi : Jeanne de Navarre. Ses droits sont opportunément négligés par son oncle Philippe le puissant comte de Poitiers, parti immédiatement se faire couronner à Reims sous le nom de Philippe V (le Long). Le duc de Bourgogne, tuteur de la princesse, décide de faire valoir les droits de l'enfant. Il se prépare à réunir une armée, ignorant la précipitation qui anime les Parisiens. Le comte de Joigny partage ses vues, mais il commet une erreur fatale. Il cherche à remonter vers Paris où il imagine la Cour réunie, et se fait bloquer en chemin par un chevalier connu pour sa violence, nommé capitaine de Sens lors du départ du comte de Poitiers pour Reims. L'erreur de cible permet à Philippe V de monter sur le trône. Dès lors, le duc et le comte sont résolus à négocier et à sacrifier le plus clair des droits de la princesse Jeanne.
En 1333 un document établit l'inventaire de la léproserie de Saint-Denis de Léchères située sur le territoire de la paroisse de Cezy (aujourd'hui Joigny) et qui remonterait au début du XIIIe siècle. La léproserie disposait d'une chapelle, d'un chapelain et d'un cimetière. Pour s'assurer des revenus elle disposait également d'une exploitation rurale (granges, étables, porcheries, etc.), de vignes et d'un port d'embarquement sur l'Yonne. Outre les tonneaux de vin, le port Folet permettait d'acheminer des bois et des charbons provenant de la vallée du Vrain et de ses alentours. Chaque année une foire se tenait aux environs de la léproserie. En 1334 l’archevêque de Sens Guillaume de Brosse fit don de la léproserie au Chapitre de Paris qui possédait des vignes dans son environnement. Cette possession dura jusqu'à la fin du XVe siècle.

#### Un comté dans un environnement royal

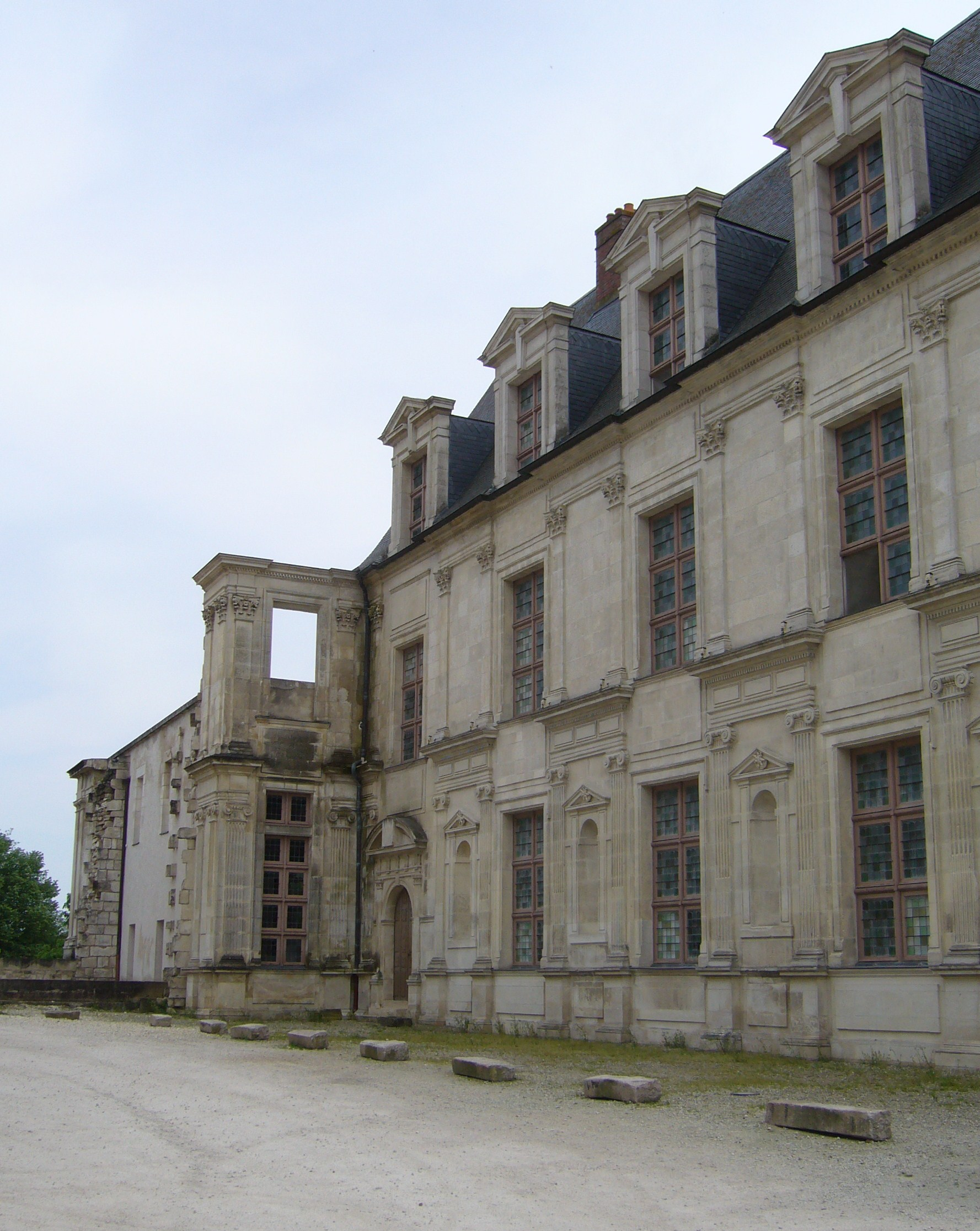
Le château Renaissance de la famille de Gondi où saint Vincent de Paul fut précepteur.

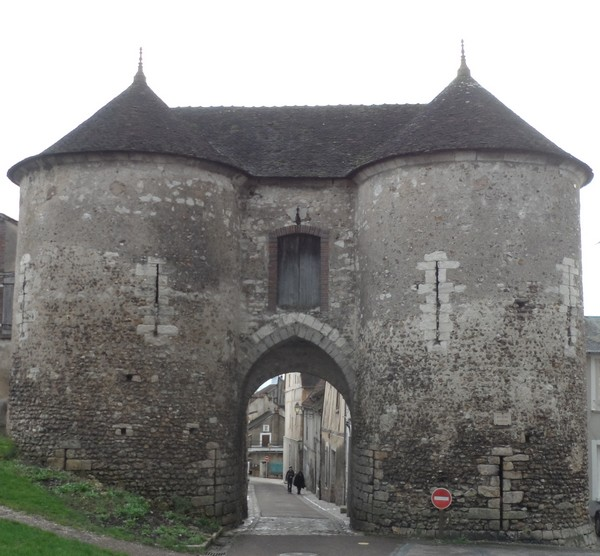
La Porte du Bois du XIIIe siècle.

Le comte de Joigny accepte de se défaire de sa suzeraineté sur Château-Renard, sans doute héritée de l'époque même de la constitution de son comté, pour gagner celle de Malay-le-Roi. On notera la curieuse présence de la châtellenie de La Ferté-Loupière, primitivement détenue par le comte de Sancerre, qui amoindrit le pouvoir du comte de Joigny sur le quart Sud-Ouest de son comté. De même Champlay constitue un fief libre de toute attache envers le comté en face de la ville de Joigny.
Le comté de Champagne rejoint par étape en 1284 la Couronne. Celui d'Auxerre est littéralement abandonné en 1370 par ses héritiers dans la première phase de la guerre de Cent Ans. L'horizon autour de Joigny est fleurdelysé. Le comté devient la propriété de la famille bourguignonne de Noyers (Jean Ier, vers 1337/1338, alors qu'il n'est qu'un adolescent : 1323-1362). Son père le maréchal Miles de Noyers, qui a acquis Joigny pour son fils Jean, proche conseiller de Philippe VI de Valois, accepte de perdre le statut de franc-alleu de sa seigneurie ancestrale de Noyers pour encore mieux figurer dans la dépendance de la famille royale. Des Joviniens parviennent socialement à pénétrer les milieux de Cour et l'oligarchie financière. Baillis et prévôts royaux interviennent sans freins dans son comté. Du chef de sa vassalité envers le comté de Champagne, le comté de Joigny dépendra du bailli royal de Troyes jusqu'en 1789, et non de celui plus proche et très actif, de Sens. Des familles de Joigny se rendront à Troyes, aspirées par le courant des affaires judiciaires justifiant la présence des Joviniens auprès du bailliage royal. La publicité routière "Joigny porte de la Bourgogne" prend de ce fait une saveur particulière.
Le 28 janvier 1393, Jean III de Noyers participe à Paris au Bal des Ardents organisé par le roi Charles VI de France ; il est déguisé en satyre et attaché par une chaîne avec quatre autres personnes. Le duc d'Orléans voulant savoir qui se cachait sous ses masques s'approche avec une torche et met le feu accidentellement. Le comte de Joigny meurt dans d'affreuses douleurs.
Durant la seconde moitié de la guerre de Cent Ans, le comte de Joigny est le sire de La Trémoille d'Uchon, cousin germain du principal conseiller du dauphin Charles, temporisateur né et l'unique fil de négociation avec le duc de Bourgogne. Joigny jouit des ambiguïtés de la situation.

### Temps modernes
Durant l’Ancien Régime, Joigny est chef-lieu de comté, archives du département de l'Yonne (1866) et siège de nombreux offices.
Le 12 juillet 1530 à environ 4 ou 5 heures du soir, la ville est victime d'un grand incendie qui la ravage à l'exception de la paroisse Saint-André. Au XVIe siècle on reconstruit des maisons comme celle de l'arbre de Jessé.
À la fin de l'Ancien Régime, la ville, enrichie par l'exploitation de sa part de la forêt d'Othe donnée par un comte, accepte de financer à ses frais la construction de casernes de cavalerie. Ce type de troupes était réputé pour les retombées financières qu'il générait, et la qualité des officiers qu'il drainait. En même temps, elle construit un hôtel de ville.

#### Vie économique
Le pont, cité depuis le XIIe siècle, est un important investissement. Son entretien est financé par un péage.
Le massif forestier de la forêt d'Othe est une première source de richesse. Au XVIIIe siècle, le développement de Paris rend impératif la satisfaction de cette population privilégiée, en termes de combustibles. Il faut se chauffer et cuire les aliments d'une ville de 200.000 habitants. Tous pouvoirs sont accordés à la prévôté des marchands pour faire venir du bois jusqu'à l'entrepôt général de bois pour l'approvisionnement de Paris (la moitié Sud du XIIIe arrondissement actuel, alors en la paroisse d'Ivry-sur-Seine). D'avisés bourgeois de la ville, tels les Chomereau, serviront les intérêts parisiens et bâtiront de solides fortunes.
Le vin est une autre activité source de revenus (la première mention du vin à Joigny remontant à 1082, dans le quartier de Saint-Thibault). Il mobilise une grande quantité de vignerons, tonneliers et marchands de vins. Son évacuation par voie d'eau est confiée aux voituriers par eau.
Comme toute ville d'une certaine taille, et au centre d'une plaine occupée par des prairies inondables, Joigny dispose de tanneurs au fonctionnement dynastique (Déon, Picard).
Remarquablement placé sur le tracé de la route de Paris à Auxerre, et à l'embranchement vers Tonnerre, la ville dispose d'hôtelleries, puis avec l'arrivée des diligences et de la vitesse, d'auberges renommées. Un fils d'aubergiste est le cuisinier de Montcalm, fait prisonnier par les Anglais à la reddition de Québec. Les coches d'eau arrivés d'Auxerre y passent pour se rendre à Paris. Elle est l'embarcadère naturel des productions issues des villages des vallées du Tholon, du Ravillon et du Vrin. Le port est, en direction d'Auxerre, le dernier à être accessible la majeure partie de l'année et à ne pas être bloqué par des étiages estivaux. La pêche est active et réglementée. Une porte en bas de la ville porte significativement le nom de Porte aux Poissons.

### Révolution française et Empire
Lors de la Révolution française, Joigny devient chef-lieu du  District de Joigny puis sous-préfecture de l'Arrondissement de Joigny à la création des départements ; qualité qu’elle perd en 1926 pour n’être plus que chef-lieu de canton.
Le 6 mars 1814, lors de la Sixième Coalition contre la France de Napoléon, le maire de Joigny abandonne son poste alors qu'une colonne de 8 000 cosaques et hussards hongrois passe à Joigny pour aller stationner à Villeneuve-sur-Yonne le 8 mars 1814 La ville accueille en garnison le frère de Napoléon Bonaparte.
Sous la Restauration, la ville est prospère. Ses revenus forestiers font rêver l'administration centrale. Le fils du duc d'Orléans tient garnison avec son régiment. Il quitte la ville en apprenant la révolution parisienne de 1830.

### Époque contemporaine
La ville accueille le petit séminaire et le lycée catholique du diocèse de Sens-Auxerre (lycée Saint-Jacques).
La ligne de Paris-Lyon à Marseille-Saint-Charles dessert la ville depuis 1849, lors de l'ouverture de son premier tronçon de Paris à Tonnerre, facilitant les déplacements et favorisant le développement économique de la contrée.
À partir de 1887 est mis en service le réseau de chemin de fer secondaire concédé par le département de l'Yonne à la compagnie des chemins de fer d'intérêt local de l'Yonne puis à la compagnie de chemins de fer départementaux, qui comprend notamment les lignes à voie métrique Joigny - Toucy-Ville, ouverte en 1902 et Joigny-Auxerre, ouverte en 1912. La gare du chemin de fer départemental est aménagée à côté de la gare du PLM Le réseau ferme progressivement jusqu'en 1951,.

Joigny au tout début du XXe siècle
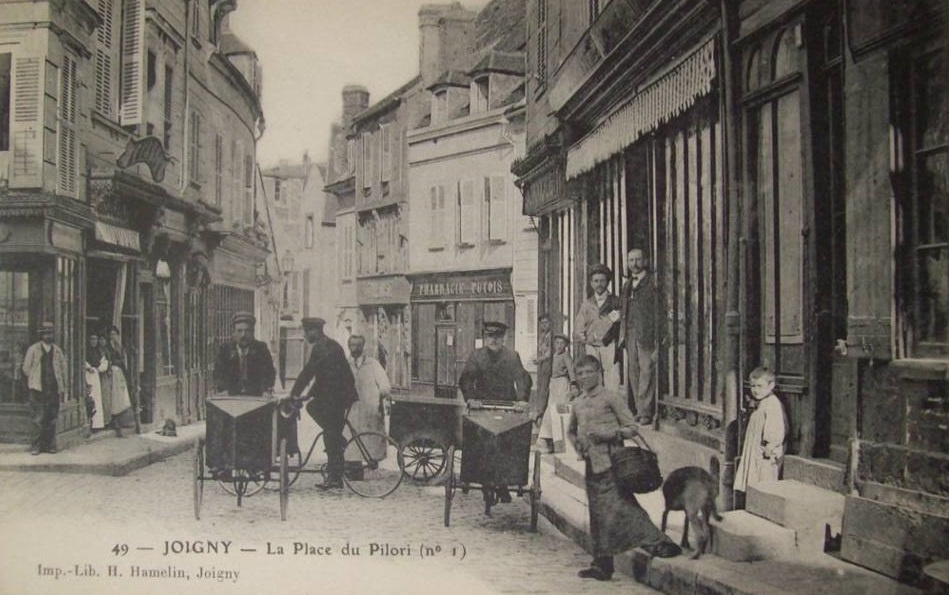
La Place du Pilori
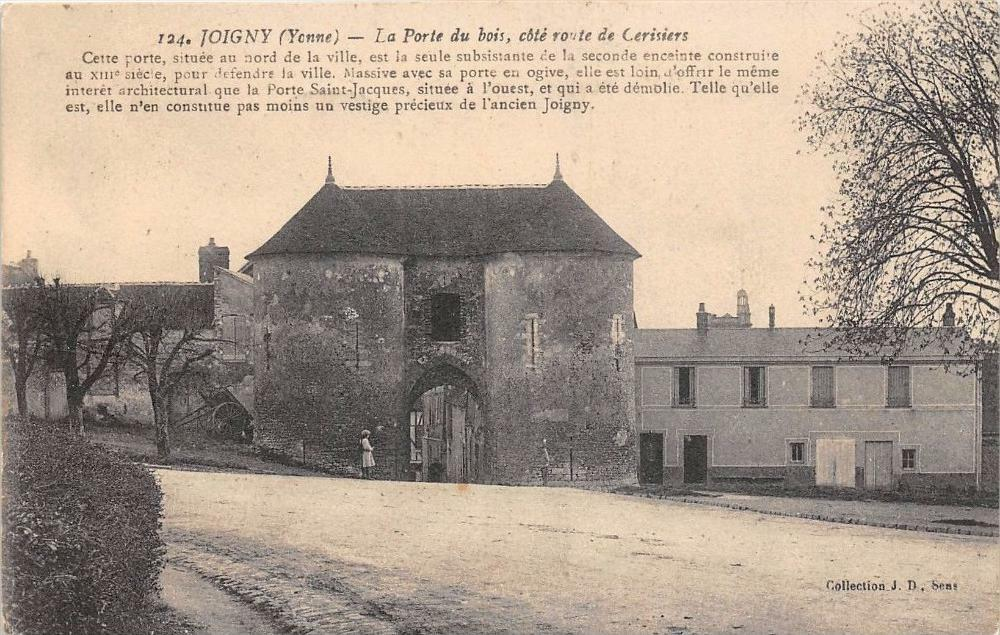
La Porte du bois.
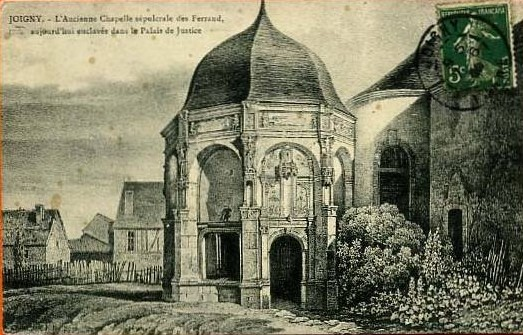
La chapelle des Ferrand de Joigny
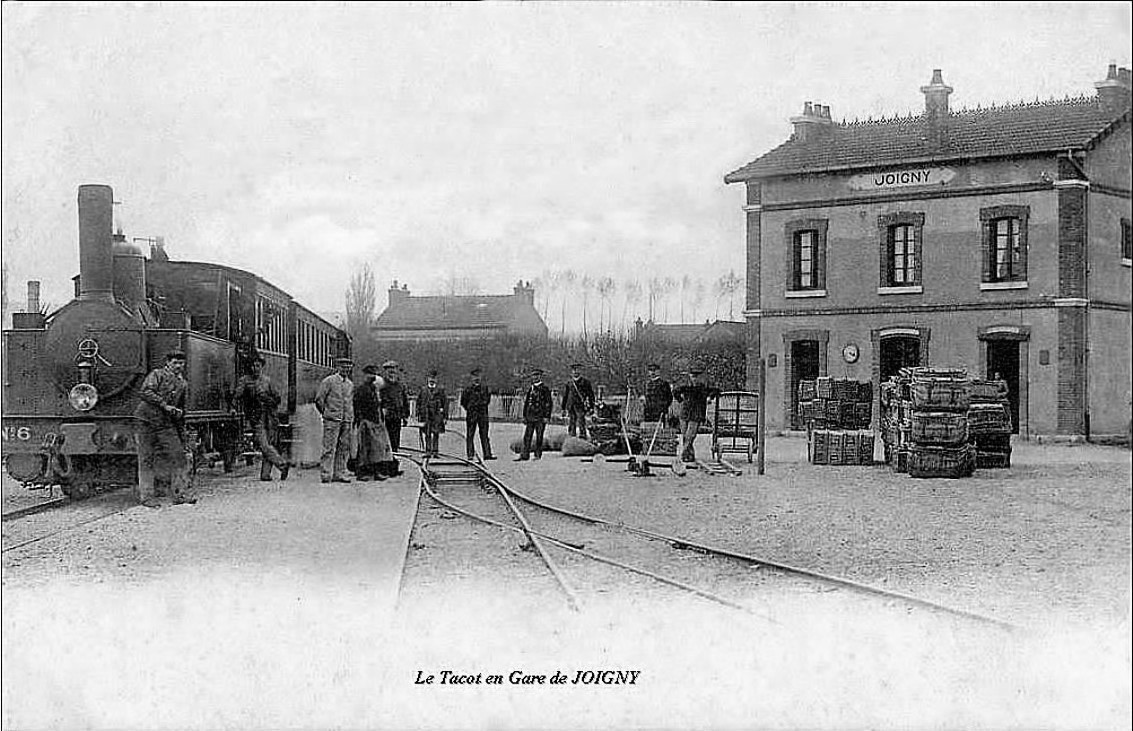
La gare des chemins de fer départementaux.

Joigny perd son statut de sous-préfecture lors de la réforme de 1926 (comme Tonnerre). De ce fait, sa Chambre d'arrondissement des Notaires disparaît. Son tribunal est amoindri. L'arrondissement est absorbé par celui d'Auxerre.
La ville est victime des bombardements durant la Seconde Guerre mondiale. La place Saint-Jean est fortement touchée par ces bombardements, tout comme la porte Saint-Jean ainsi que la maison du bailli dont la façade avant est soufflée. Elle est ensuite rénovée puis rétablie monument historique comme avant la guerre. De nombreuses victimes sont dénombrées vers le pont.
La ville accueillait depuis 1949 le 28e groupe géographique, qui est l'unique unité de géographie militaire de l'Armée de terre. À la suite de la réforme de la carte militaire, cette unité a été transférée à Haguenau dans le Bas-Rhin, l'État soutenant en contrepartie l'activité de la commune par un plan de redynamisation d'un montant de 3 millions d'euros. La même année, le groupe Stypen, filiale de BiC, délocalise sa production en quittant Joigny pour la Seine-et-Marne.
En 2013, le bâtiment historique de la Caisse d'épargne, ancien hôtel de l'avocat Edme-Louis Davier, ancien lycée et ancienne Kommandantur durant la guerre, est vendu aux enchères,.

## Politique et administration

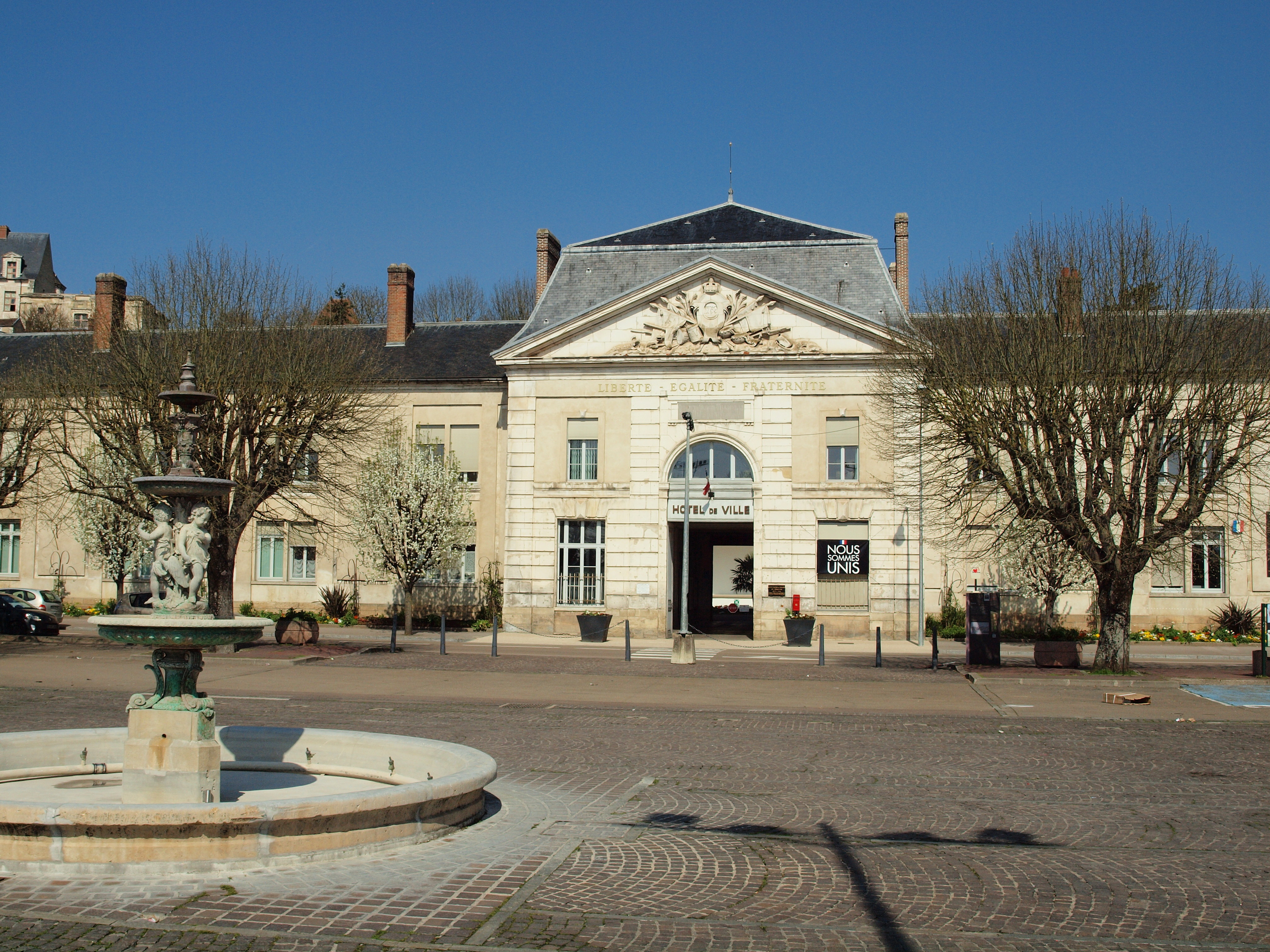
L'hôtel-de-ville.

### Rattachements administratifs et électoraux

#### Rattachements administratifs
La ville, après avoir été le chef-lieu entre 1801 et 1926 de l'arrondissement de Joigny, se trouve depuis cette date dans l'arrondissement d'Auxerre du département de l'Yonne.
Elle faisait était depuis 1793 le chef-lieu du  canton de Joigny. Dans le cadre du redécoupage cantonal de 2014 en France, cette circonscription administrative territoriale a disparu, et le canton n'est plus qu'une circonscription électorale.

#### Rattachements électoraux
Pour les élections départementales, la commune est le bureau centralisateur depuis 2014 d'un nouveau canton de Joigny porté de 10 à 15 communes.
Pour l'élection des députés, elle fait partie de la troisième circonscription de l'Yonne.

### Intercommunalité
Joigny est le siège de la communauté de communes du Jovinien, un établissement public de coopération intercommunale (EPCI) à fiscalité propre créé en 1999 et auquel la commune a transféré un certain nombre de ses compétences, dans les conditions déterminées par le code général des collectivités territoriales.

### Tendances politiques et résultats
Philippe Auberger (LR) est maire de Joigny de 1977 à 2008. Lors de la campagne municipale de 2008, une lettre anonyme met en cause sa vie privée. S'ensuit un feuilleton politique,, qui voit s'affronter le maire et son 1er adjoint. 
Au second tour des élections municipales de 2008, la liste conduite par Bernard Moraine (Union de la gauche) obtient la majorité des suffrages exprimés, avec 1 170 voix (21,49 %, 22 conseillers municipaux élus), devançant de 2 voix celle menée par Julien Ortega (UMP, 1 168 voix, 31,43 %, 5 conseillers municipaux élus).
La liste UMP  du maire sortant Philippe Auberger, arrive en troisième position, avec 1 138 voix, 30,62 % et 5 conseillers municipaux élus), suivie de celle de Franck Thomas (DVG, 240 voix, 6,46 %, 1 conseiller municipal élu), lors d'un scrutin où 39,19 % des électeurs se sont abstenus,,.
À la suite d'une invalidation de l'élection municipale de 2008, les élections partielles de septembre 2009, de nouvelles élections sont organisées le 20 septembre 2009, qui voient la liste de gauche menée par le maire invalidé Bernard Moraine obtenir la majorité absolue des suffrages exprimés, avec 2 243 voix (65,1 %, 28 conseillers municipaux élus), devançant les listes de droite menées respectivement par : 
- Gilbert Portal (628 voix, 18,2 %, 3, 3 élus) ;
- Isabelle Bourassin (574 voix, 16,7 %, 2 élus) ;

lors d'un scrutin confirmant et amplifiant ainsi l'élection de 2008 où .44,9 % des électeurs se sont abstenus,.
Lors du second tour des élections municipales de 2014 dans l'Yonne,, la liste PS-PCF-EELV menée par le maire sortant Bernard Moraine obtient la majorité des suffrages exprimés, avec 1 799 voix (49,68 %, 25 conseillers municipaux élus dont 15 communautaires), devançant de 273 voix celle UMP menée par François Jacquet  (DVD, 1 526 voix, 42,14 %, 7 conseillers municipaux élus dont 4 communautaires.
La troisième liste, menée par Claude Dassié (divers extrême droite), a recueilli 296 voix (8,17 %, 1 conseiller municipal élu) lors d'un scrutin où 40,28 % des électeurs se sont abstenus.
Lors du premier tour des élections municipales de 2020 dans l'Yonne, la liste PS menée par Nicolas Soret — soutenue par le maire sortant Bernard Moraine qui ne se représentait pas — obtient la majorité absolue des suffrages exprimés, avec 1 335 voix (55,07 %, 	23 conseillers municipaux élus dont 15 communautaires), devançant très largement celles menées respectivement par : 
- Jean-Michel Haudiquet  (Union de la droite et du centre[62], 603 voix, 24,87 %, 3 conseillers municipaux élus dont 2 communautaires) ;
- Christophe Delaunay (SE, 486 voix, 20,04 %, 3 conseillers municipaux élus dont 2 communautaires).

Lors de ce scrutin marqué par la pandémie de Covid-19 en France, 54,72 % des électeurs se sont abstenus.

### Liste des maires
| Période                                  | Période                        | Identité                      | Étiquette         | Qualité |
| ---------------------------------------- | ------------------------------ | ----------------------------- | ----------------- | --- |
| Les données manquantes sont à compléter. |                                |                               |                   | |
| ca 1789                                  |                                | Gabriel Bazille               |                   | député suppléant du tiers-état pour le bailliage de Montargis |
| Les données manquantes sont à compléter. |                                |                               |                   | |
| 1800                                     | 1806                           | Jean-Baptiste Lacam           |                   | |
| 1806                                     | après 1807                     | Jean-Baptiste Billebault      |                   | |
|                                          |                                |                               |                   | |
|                                          |                                | Claude Jean-Baptiste Thibault |                   | Notaire Conseiller général de Joigny (1833 → 1846) |
|                                          |                                |                               |                   | |
| 1846                                     | 1848                           | Dominique Grenet,             | Républicain       | Docteur en médecine, médecin à l'hôpital de Joigny Franc-maçon de la loge le Phénix Conseiller général de Joigny (1848 → 1852) |
|                                          |                                |                               |                   | |
| 1858                                     |                                | Pierre Couturat,              | UG                | Avoué Conseiller général de Joigny (1861→ 1871) Chevalier de la Légion d'honneur |
| 1871                                     |                                | Henri Bonnerot,               | Républicain       | Avoué Conseiller général de Joigny (1871 → 1886) Député de l'Yonne (1885 → 1886) Président du Conseil général Chevalier de la Légion d'honneur |
| avant 1875                               |                                | M. Civet                      |                   | |
|                                          |                                |                               |                   | |
| vers 1880                                |                                | Hippolyte Delécolle           |                   | Libraire Conseiller d'arrondissement de Brienon-sur-Armançon (1880 → 1886) Conseiller d'arrondissement de Joigny (1886 → 1889) |
|                                          |                                |                               |                   | |
| 1896                                     | 1913                           | Félix Besnard                 | Rad.              | Avocat Conseiller général de Joigny (1898 → 1913) Sénateur de l'Yonne (1909 → 1913) Mort en fonction |
|                                          |                                |                               |                   | |
|                                          |                                | Auguste Vacquier              | RG                | Banquier Conseiller général de Joigny (1922 → 1928) |
|                                          |                                |                               |                   | |
|                                          |                                | Albert Garnier                | Rad.              | Conseiller général de Joigny (1934 → 1934) |
|                                          |                                |                               |                   | |
|                                          | octobre 1948                   | M. Bourassin                  |                   | |
| octobre 1948                             | mars 1959                      | Jean Marius Valet             | Rad.ind. puis DVD | Général Conseiller général de Joigny (1951 → 1964) |
| mars 1959                                |                                | Roger Mouza                   | DVD               | Industriel, fondateur de l'aéro-club des Ailes joviniennes Conseiller général de Joigny (1964 → 1970) |
|                                          |                                |                               |                   | |
| 1971                                     | 1973                           | Jeannine Lallemand            |                   | |
| 1973                                     | 1977                           | Marcel Gateau                 | DVD puis UDF-PR   | Conseiller général de Joigny (1970 → 1982) |
| mars 1977                                | mars 2008                      | Philippe Auberger             | RPR puis UMP      | Inspecteur des finances honoraire Député de l'Yonne (3e circ.) (1988 → 2007) Député de l'Yonne (1986 → 1988, élu à la proportionnelle) Conseiller général de Joigny (1982 → 2001) Vice-président du conseil général de l'Yonne (1982 → 2001) Président de la CC du Jovinien (2003 → 2008) |
| mars 2008                                | mai 2020                       | Bernard Moraine               | DVG               | Journaliste et directeur d'antenne radio retraité Vice-président de la CC du Jovinien Chevalier de la Légion d'honneur Réélu en 2009 après l'annulation des élections municipales de 2008                                                                                                 |
| mai 2020                                 | En cours (au 14 décembre 2023) | Nicolas Soret                 | PS                | Cadre supérieur Président de la CC du Jovinien (2008 → ) Conseiller départemental de Joigny (2015 → 2020) Conseiller régional de Bourgogne-Franche-Comté (2021 → ) Vice-président du conseil régional de Bourgogne-Franche-Comté (2021 → )                                                |

### Jumelages
| Au 5 janvier 2014, Joigny est jumelée avec : - Mayen (Allemagne) depuis 1964 ; - Godalming (Royaume-Uni) depuis 1985 ; - Hanover (États-Unis) depuis 1995 ; - Amelia (Italie) (Italie) depuis 2005. | \| Mayen Amelia (Italie) Godalming Joigny \| |
| Mayen Amelia (Italie) Godalming Joigny |                                              |

## Équipements et services publics

### Enseignement
- Écoles élémentaires : Clos Muscadet, Marcel-Aymé, Albert Garnier et Saint-Exupéry (public) ; Sainte-Thérèse [privé).
- Collèges : Marie-Noël (public) ; Saint-Jacques[80] (privé).
- Lycées : Louis Davier (public, formations générales et professionnelles) ; Saint-Jacques (privé, propose un baccalauréat professionnel en informatique et un BTS).

## Population et société
Les habitants de Joigny sont appelés les Joviniens ou les Maillotins.

### Démographie
L'évolution du nombre d'habitants est connue à travers les recensements de la population effectués dans la commune depuis 1793. Pour les communes de plus de 10 000 habitants les recensements ont lieu chaque année à la suite d'une enquête par sondage auprès d'un échantillon d'adresses représentant 8 % de leurs logements, contrairement aux autres communes qui ont un recensement réel tous les cinq ans,.

En 2022, la commune comptait 9 055 habitants, en évolution de −8,07 % par rapport à 2016 (Yonne : −1,95 %, France hors Mayotte : +2,11 %).
| 1793  | 1800  | 1806  | 1821  | 1831  | 1836  | 1841  | 1846  | 1851  |
| ----- | ----- | ----- | ----- | ----- | ----- | ----- | ----- | ----- |
| 5 357 | 5 132 | 5 176 | 5 251 | 5 537 | 5 494 | 6 741 | 6 787 | 6 455 |

| 1856  | 1861  | 1866  | 1872  | 1876  | 1881  | 1886  | 1891  | 1896  |
| ----- | ----- | ----- | ----- | ----- | ----- | ----- | ----- | ----- |
| 6 575 | 5 971 | 6 239 | 6 400 | 6 317 | 6 468 | 6 494 | 6 218 | 6 299 |

| 1901  | 1906  | 1911  | 1921  | 1926  | 1931  | 1936  | 1946  | 1954  |
| ----- | ----- | ----- | ----- | ----- | ----- | ----- | ----- | ----- |
| 6 254 | 6 057 | 6 172 | 5 697 | 6 610 | 6 671 | 7 143 | 6 077 | 7 289 |

| 1962  | 1968  | 1975   | 1982  | 1990  | 1999   | 2006   | 2011   | 2016  |
| ----- | ----- | ------ | ----- | ----- | ------ | ------ | ------ | ----- |
| 7 144 | 9 698 | 10 972 | 9 644 | 9 697 | 10 032 | 10 333 | 10 053 | 9 850 |

| 2021  | 2022  | - | - | - | - | - | - | - |
| ----- | ----- | - | - | - | - | - | - | - |
| 9 218 | 9 055 | - | - | - | - | - | - | - |

### Manifestations culturelles et festivités
- Festival en Othe
- Les Bouchons de Joigny : depuis 2015, au mois de septembre, l'association "Les Vieilles Coquilles" recrée un bouchon d'ancienne (antérieur à 1969 en 2021) automobiles sur la route nationale 6, la RN6[84].

### Sports et loisirs
Le 11 juillet 2007, Joigny est l'hôte de l'arrivée de la quatrième étape du Tour de France 2007, commencée 193 km plus au nord, depuis la commune de Villers-Cotterêts. Elle a vu gagner le Norvégien Thor Hushovd lors d'un sprint exaltant devant l'Hôtel de ville, en 4 h 37 min 47 s.
La ville a aussi accueilli l'équipe de France de football lors de son match à Auxerre face à la Géorgie comptant pour les éliminatoires de l'Euro 2008.
Ils ont dormi dans l'hôtel de la Rive gauche pendant deux jours.
Plus récemment, Joigny et la côte Saint-Jacques ont accueilli tour à tour les équipes du Real Madrid, du Milan AC et de l'Ajax Amsterdam, équipes affrontant l'AJ Auxerre lors de la phase de poule de la Ligue des champions de l'UEFA 2010/2011.

## Économie
Particulièrement sinistrée économiquement,, la ville de Joigny cherche un nouveau souffle économique.
En 2018, la Chambre régionale des comptes qualifie la situation socio-économique de "plutôt difficile".
Le taux de chômage dépasse 23 % en 2013.
Le taux de pauvreté est proche de 29 % en 2019, mais est réparti inégalement sur la commune, atteignant jusqu'à 57,5 % dans le quartier de la Madeleine, classé prioritaire.

### Activités de services
Entre 2004 et 2011, "l’économie locale a perdu 15% de chiffre d'affaires, la zone du centre-ville 30 % et les suppressions d’équipements et d’infrastructures ont entraîné d'autres fermetures (classes, services sociaux, professions libérales).
L'hôtel-restaurant La Côte Saint-Jacques, dirigé par Jean-Michel Lorain, est classé deux étoiles dans le Guide Michelin.

#### Viticulture
Le vignoble, anéanti par le phylloxéra, a été partiellement réintroduit [non neutre], avec l'accord de l'INAO, par Michel Lorain, cuisinier étoilé de la Côte Saint-Jacques. Les vignes ont été replantées à la fin des années 1990. Les vins produits sur la côte Saint-Jacques bénéficient d'une AOC : « Bourgogne Côte Saint-Jacques ». Le vignoble comprend 11,94 hectares de vins rouges et gris, et 0,42 hectare de vins blancs. La production donne 620 hectolitres de vins rouges et gris, et 28 hectolitres de vins blancs.

## Culture locale et patrimoine

### Lieux et monuments
Joigny est labellisée ville d'art et d'histoire.
- Un château Renaissance, « le château des Gondi », surplombe la ville, avec quelques beaux hôtels particuliers[92].
- La porte Saint-Jean : cette porte qui servait d'entrée au premier château édifié à Joigny par Rainard le Vieux (comte de Sens mort en 996), est le plus ancien édifice féodal de Joigny (fin Xe siècle).
- Le centre hospitalier : d'abord fondé en 1328 par Jeanne de Joigny comme « hôpital de Tous les Saints », il fut reconstruit à la fin du XVIe siècle sous l'appellation d'« hôpital Neuf-lez-Pont ». Il fut détruit lors des guerres de Religion et reconstruit en 1732. Pendant la Révolution, il servit de prison puis les bâtiments furent loués pour être utilisés comme salpêtrière, centre d'internement pour les prisonniers de guerre et enfin comme caserne sous Louis Bonaparte. C'est en 1841 que le bâtiment est démoli et reconstruit pour devenir en 1848 l'hôpital actuel.

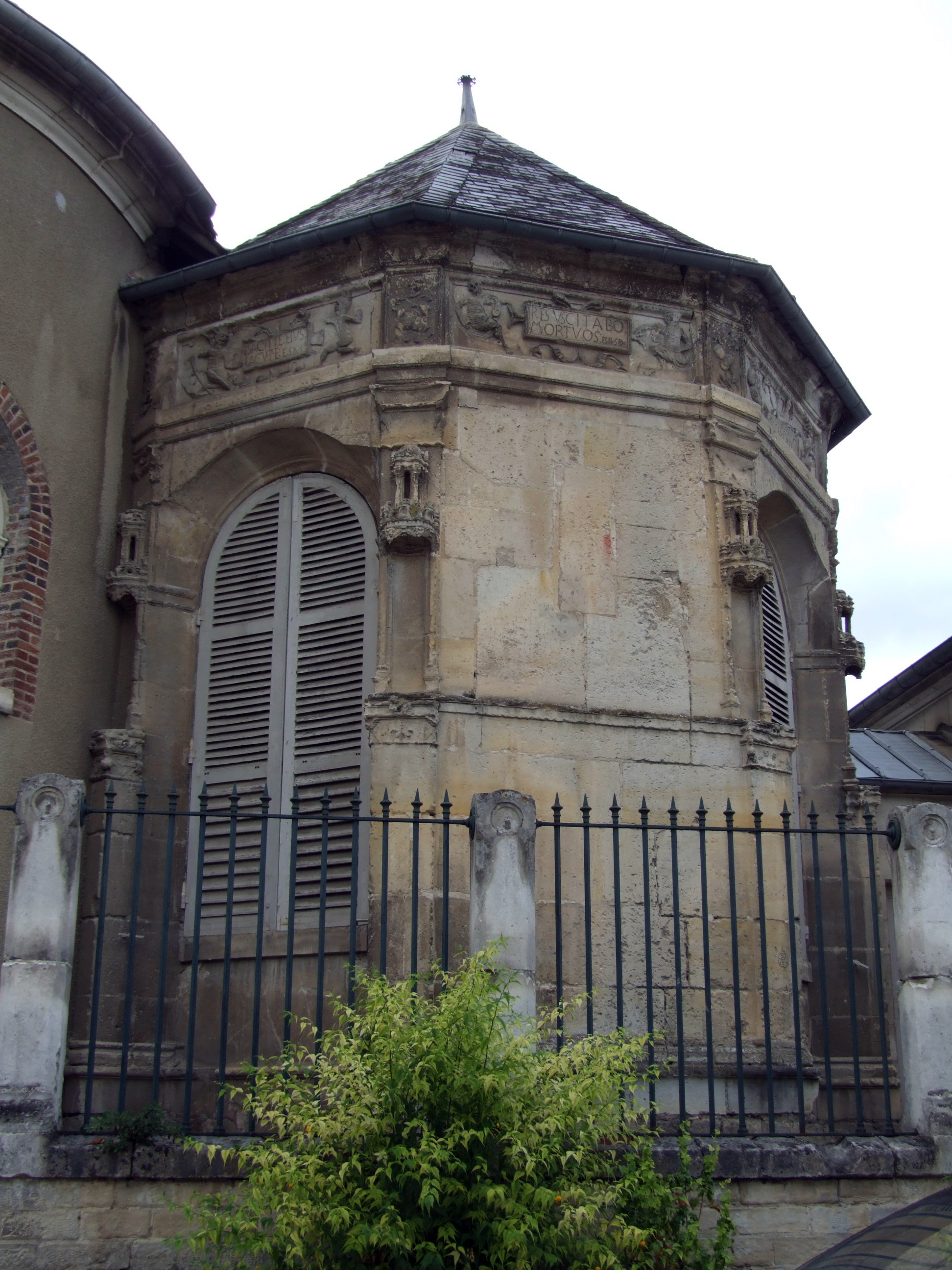
La chapelle sépulcrale des Ferrand (palais de justice)

- La chapelle des Ferrand : construite à la fois en pleine époque Renaissance sous le règne de François Ier et après l'incendie de Joigny. Elle était au centre de l'ancien cimetière de Saint-André et depuis 1850 englobée dans le palais de justice. C'est Jean Ferrand archidiacre de Sens, né à Joigny, qui mourut en 1559, grand amateur des beaux-arts, qui la fit construire ainsi que l'ancien hôpital Saint-Antoine. Consacrée à la Vierge, elle ne fut pas tout de suite appelée du nom de son fondateur. Elle est de forme octogonale et de style Renaissance, la frise extérieure représente cinq bas reliefs relatifs à la résurrection des morts.

Au XIXe siècle, à l'époque de son intégration au palais de justice, le dôme d'origine a été remplacé par la toiture actuelle plus disgracieuse, les fenêtres ont été agrandies et une cheminée a défiguré le bâtiment.
La fresque intérieure de 1630, redécouverte sous l'enduit en 1934, représente l'adoration des mages. C'est une copie d'un tableau de Jean Boucher, peintre de Bourges, célèbre sous le règne de Louis XIII.
Dévastée pendant la Révolution, elle a été longtemps abandonnée et la chapelle qui est devenue la salle du tribunal n'a jamais été consacrée.
À la suite de la réforme de la carte judiciaire, le tribunal d'instance ferme le 31 décembre 2009 et le Conseil Général propriétaire de l'édifice n'a pas souhaité le conserver. L'ensemble (tribunal et chapelle) de 750 mètres carrés a été vendu en juillet 2012 pour la somme de 200 000 euros. Les nouveaux propriétaires ayant le projet de le louer à des particuliers pour des fêtes, des soirées et réceptions ou à des associations qui voudraient organiser des animations.
L'édifice est classé.

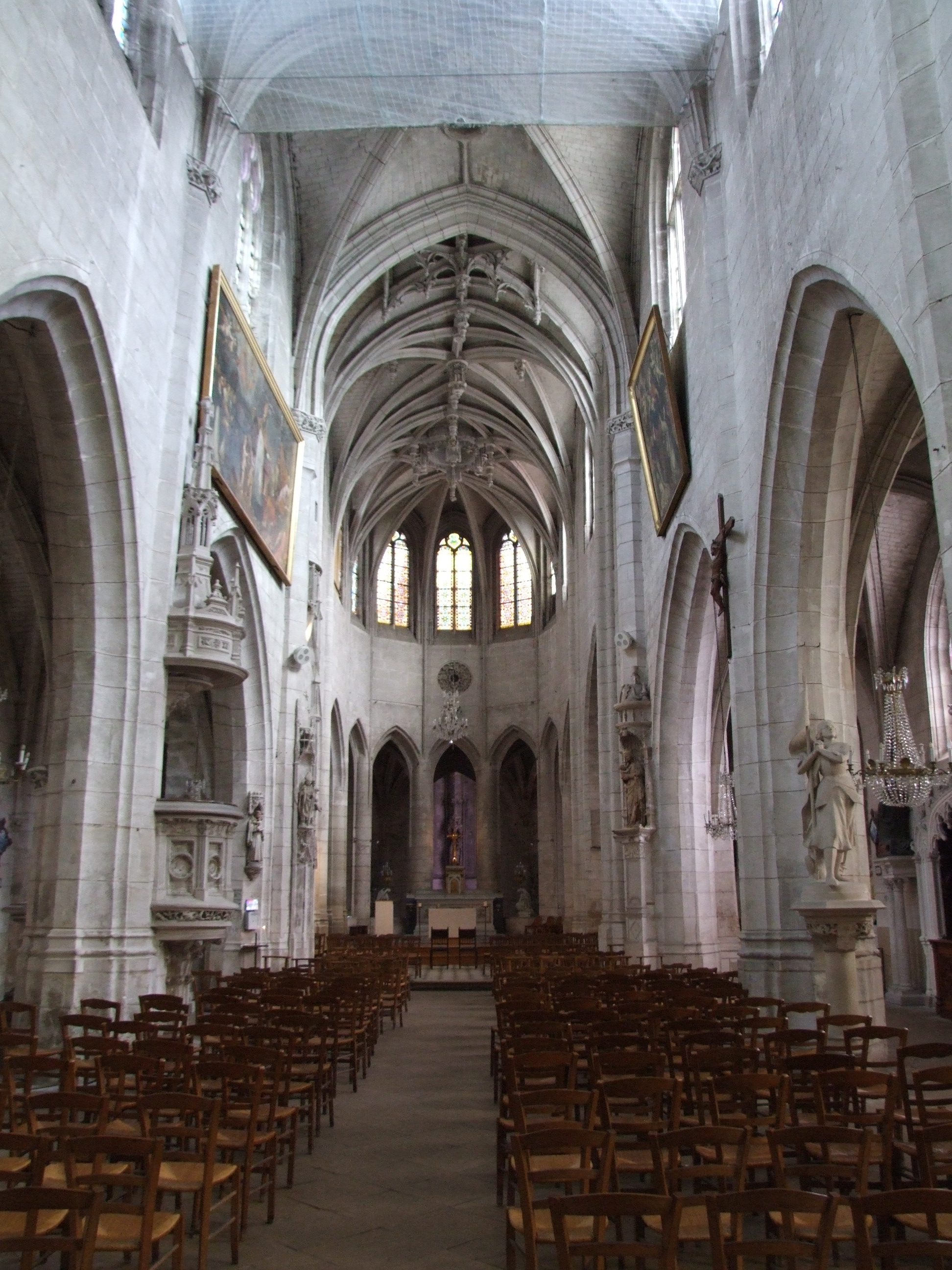
Intérieur gothique de l'église Saint-Thibault de Joigny.

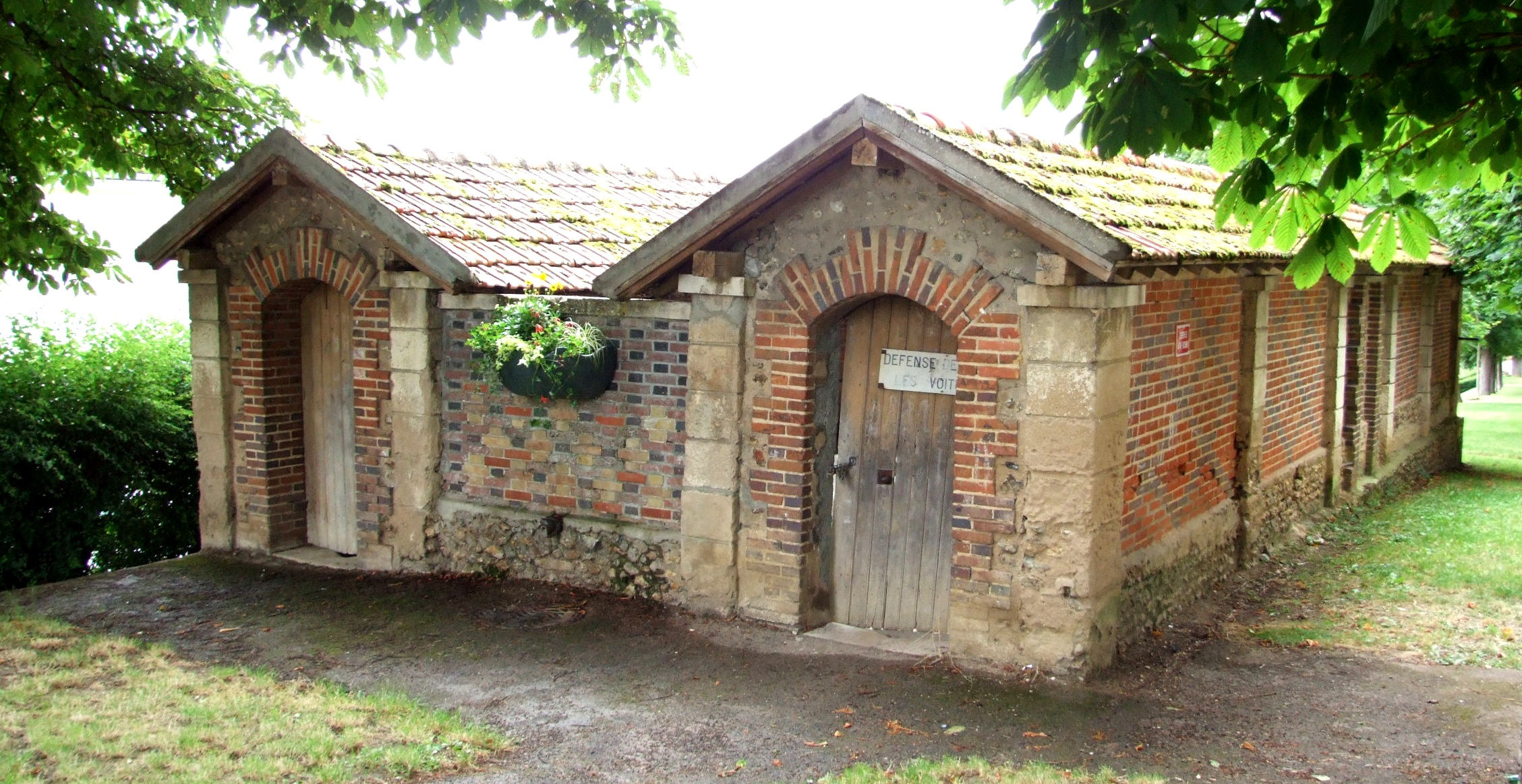
Lavoir

La ville possède trois églises classées aux monuments historiques et qui recèlent des trésors artistiques :
- L'église Saint-André :

- L'église Saint-Jean :

- L'église Saint-Thibault

- Son centre-ville comprend plusieurs maisons à pans de bois sculptés typiques (maison de l'arbre de Jessé, maison du Bailli - monument historique depuis le 26 avril 1927, etc.)

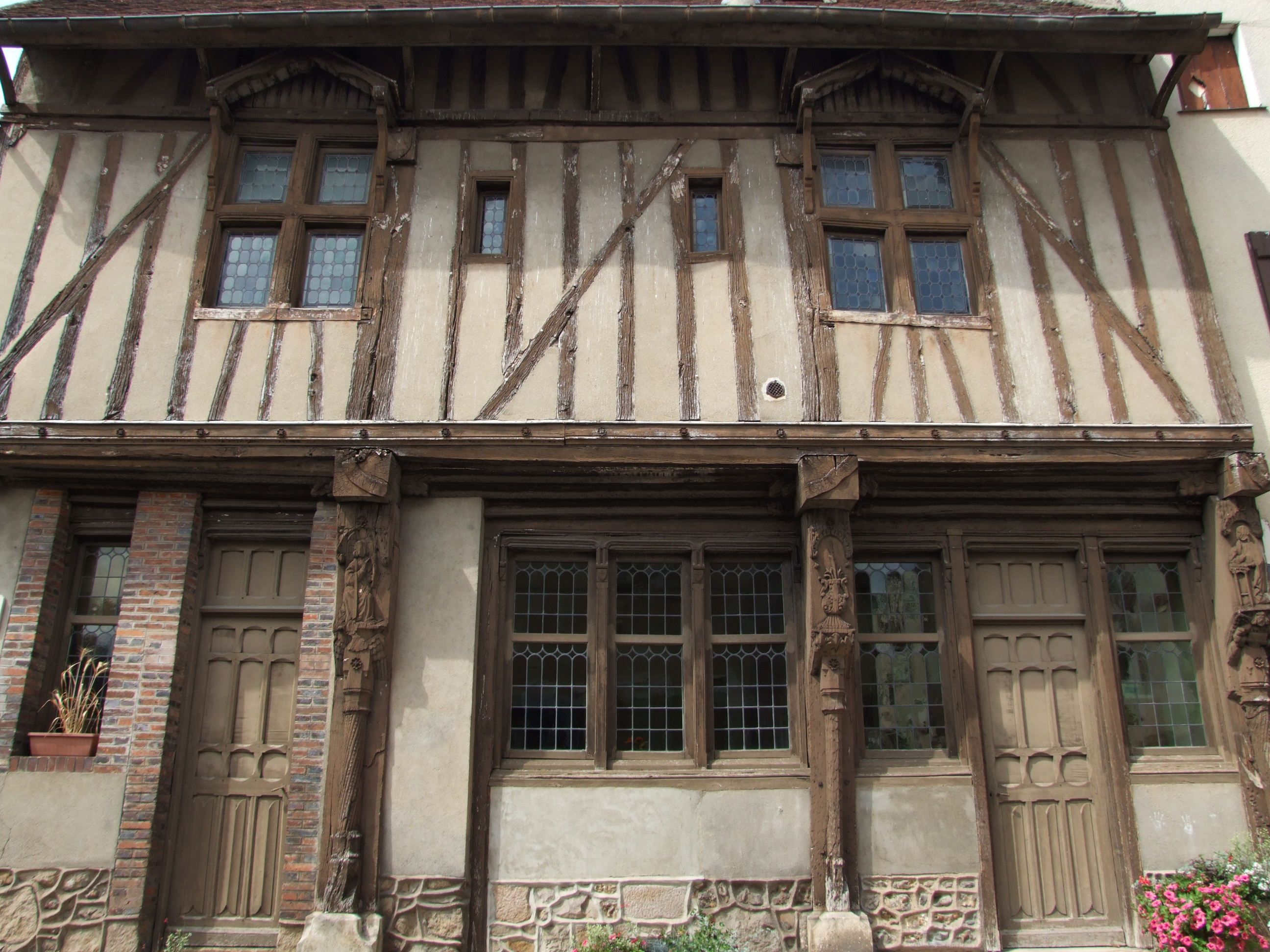
Maison de l'Ave Maria
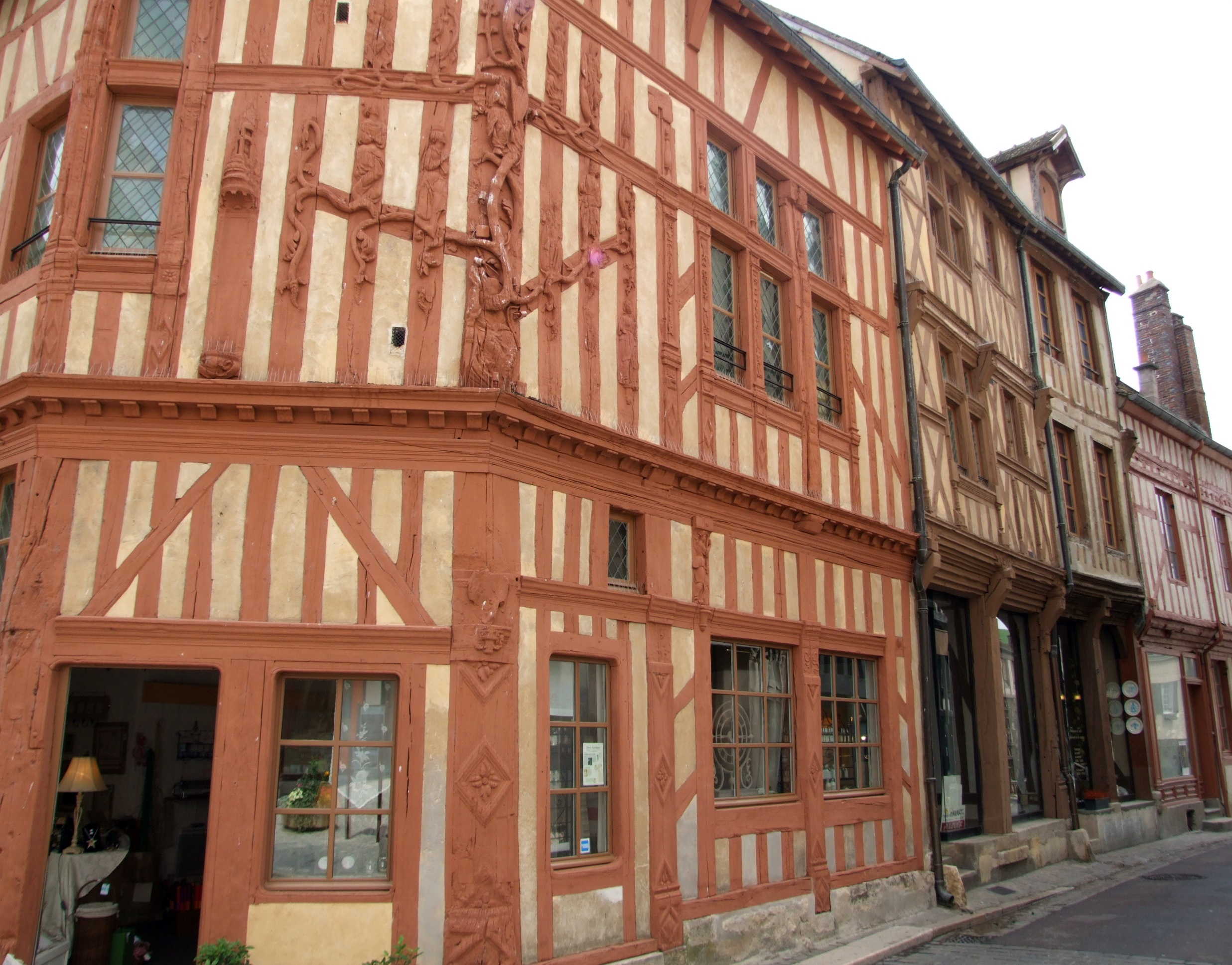
Maison de l'Arbre de Jessé
Maison du Bailliage
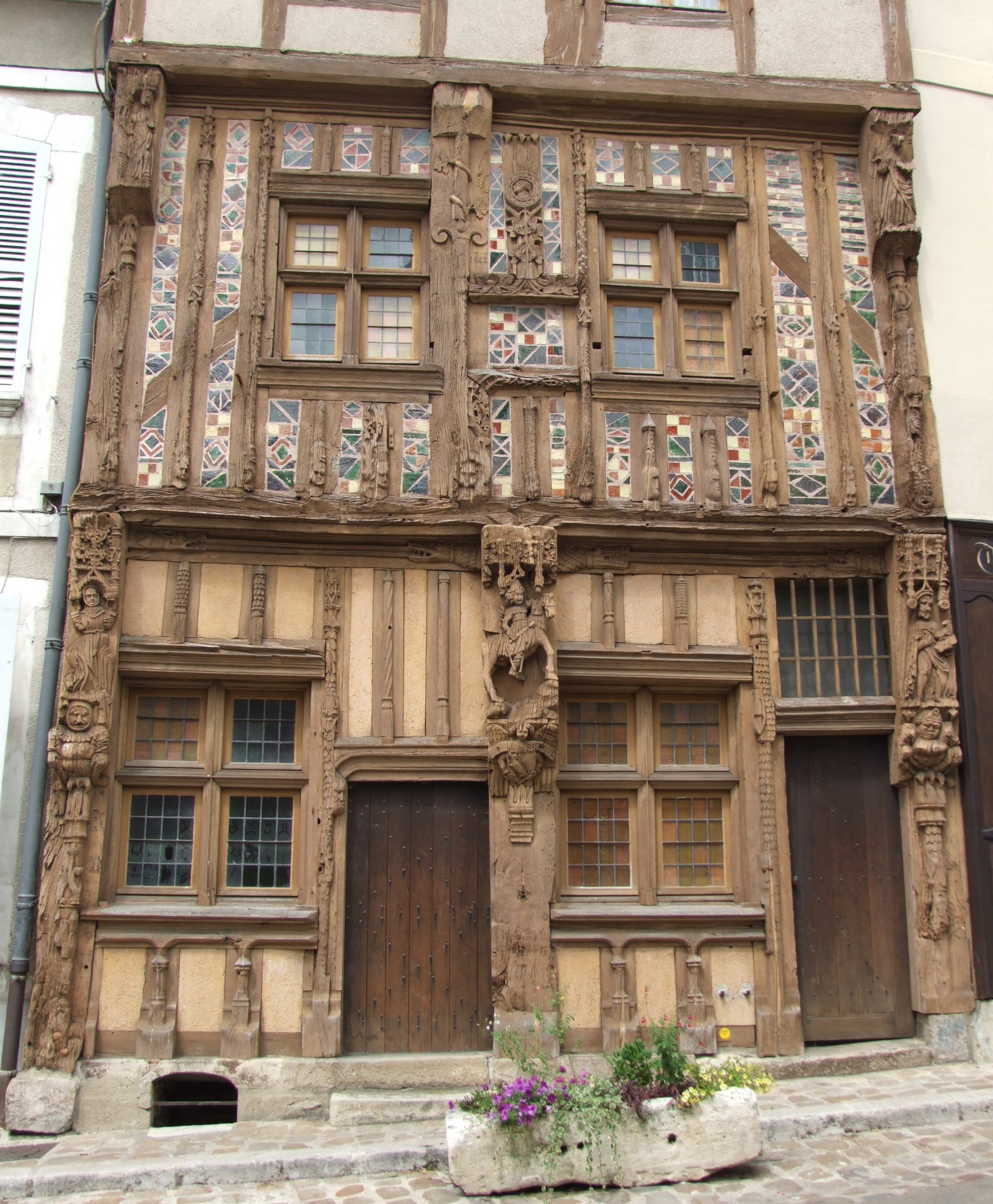
Maison du Pilori

- La ville possède deux lavoirs sur la promenade bordant le nord de l'ancienne ville[97].
- Ville fleurie : trois fleurs.
- Le cimetière de Joigny ouvre en 1855 et possède quelques tombes anciennes de qualité.
- Un cinéma mono-écran de 118 places situé sur le site de l'ancien Groupe Géographique, Le cinéma Agnès Varda (inauguré par la réalisatrice en 2017) accueille entre 25 et 30 000 spectateurs par an[98].

### Histoire d'un vignoble

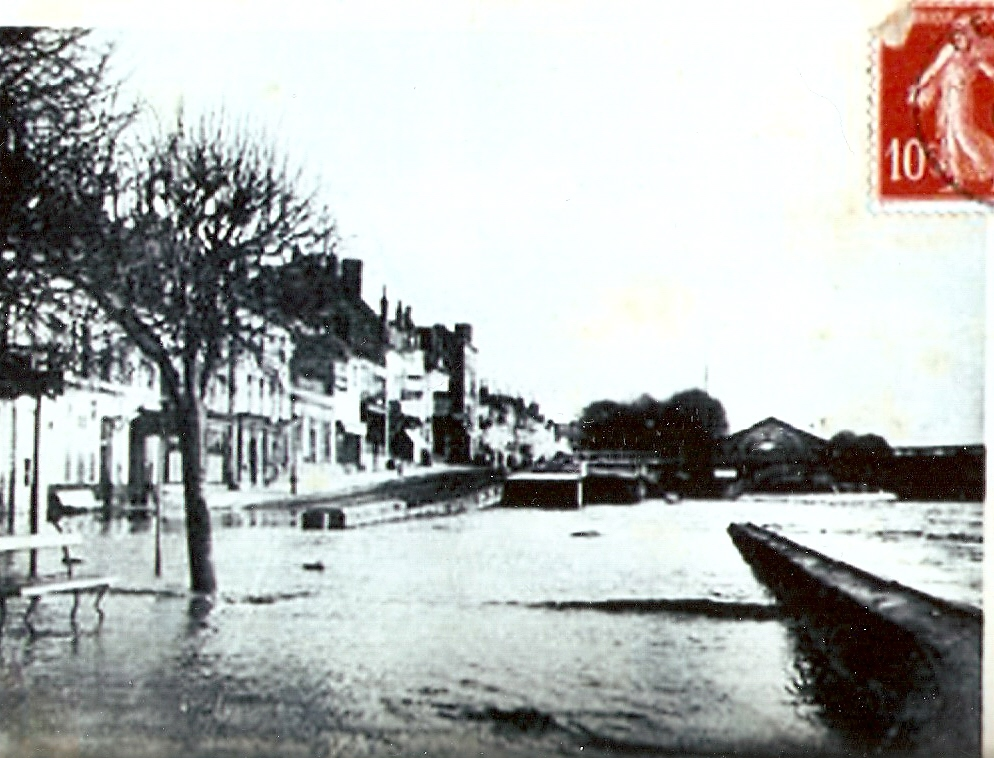
Le port au vin et l'Yonne en crue en 1910

Dans la vallée de l'Yonne, la vigne est une culture déjà connue à l'époque de la conquête romaine puisque le cépage qui a été principalement longtemps utilisé est le « franc noir » qui résulte d'une fécondation entre deux variétés cultivées au Moyen Âge et introduites par les Romains : le pinot et le gouais blanc.
C'est en 1082 que l'on trouve les premiers écrits faisant état d'une vigne à Joigny près de l'église Saint-Thibault. La qualité de ce vin lui vaut d'être servi à la table des rois de France.
En 1731 un article du Mercure de France, tout en les classant dans les vins de champagne, explique par l'exposition des vins de la côte Saint-Jacques que ceux-ci sont meilleurs que ceux d'Auxerre.
Il y a toujours eu une grande rivalité entre les vins d'Auxerre et ceux de Joigny, mais elle est devenue très vive en 1732 à la suite d'un article, dans le Mercure de France de février 1731 qui disait que les vins de Joigny sont supérieurs à ceux d'Auxerre à cause de leur exposition et de leur grande profondeur de terre. Ce qui déclencha la « bataille des vins » de l'Yonne. Dans le Mercure de septembre 1732 un écrivain d’Auxerre répondit que s'il suffisait d'avoir du soleil pour avoir du bon raisin, il suffirait d'enlever les feuilles du dessus et que toutes les collines de Joigny n'étaient pas tournées vers le midi, donc que tout le vin ne pouvait pas être bon. Pour lui les habitants de Joigny renient tout ce qui est au-delà de leur pont. Il affirme que les vins de Joigny qui viennent de la France ne seront pas aussi bon que ceux d'Auxerre qui viennent de la Bourgogne. Il conclut en disant qu'on peut jeter du vin d’Auxerre sur celui de Joigny pour l'améliorer mais pas l'inverse.
En 1805, les vins rouges de Joigny sont réputés pour leur "qualité apéritive et balsamique". Ils ne surchargent ni ne travaillent l'estomac, ne procurent pas "d'ivresses longues ni dangereuses", permettent d'"accélérer particulièrement l'action des reins et de la vessie" et ceux qui le boivent pur ne sont ni sujets à la goutte ni à la pierre.
En 1807, la revue L'Épicurien français distingue parmi les vins de Joigny la côte saint-Jacques qui « semble avoir retenu un goût de pierre à fusil des cailloux du milieu desquels s'élèvent les ceps qui le fournissent ».
Au XIXe siècle, la côte saint-Jacques était le principal cru des vins de la ville de Joigny, cultivé sur 49 hectares, cette appellation comprenait la côte saint-Jacques, le haut de Saint-Jacques, les Ronces, la Croix-Guémard, le Muscadet.
Le sol est calcaire mêlé de silex et d'argile dans la partie haute et de carbonate de chaux dans la partie basse. Les 2/3 du cépage sont du Vérot mousseux, le reste du Pineaux (ou pinot) noir et blanc, de la Houche cendrée ou pineau gris avec de l'Épicier et du Plant de roi.
Dans la première moitié du XIXe siècle le vignoble produisait 25 hectolitres par hectare, mais du fait de la concurrence et de la baisse des prix les propriétaires ont cherché à améliorer la productivité en abandonnant les pineaux et en utilisant des engrais afin de produire jusqu'à 75 hectolitres par hectare et de ne produire plus que des vins gris qui se gardent moins bien mais se vendent mieux à Paris.
En 1866, A. Jullien décrit les vins qui viennent du pinot comme « légers, délicats et fin » avec de la « sève et un peu de bouquet »; par contre les vins issus de vignes peuplées de plants communs sont plus colorés mais moins fins « mais encore de bonne qualité ». Les meilleurs crus de 3e classe se nomment Saint-Thibault, aux poules, Vaux-Larnoult, les Chambugles, les Clos, les Chauffours, les Mignottes, les Madeleines. Chantepuce et Sonnerosse pour des vins ordinaires de deuxième qualité. Les Jaucheroys, les Gueurées, la Chaume-au-Baril, la Voie-Blanche, les Chaillos, le Petit-Tuot pour les vins ordinaires de troisième qualité.
À l'Exposition universelle de 1867 les "Côte Saint-Jacques de Joigny" : le Dupuis-Lermat de 1865, le virgile-Bouret de 1861, le J-B Ablan de 1861, ont obtenu une mention honorable.
Le phylloxéra est apparu pour la première fois dans la basse vallée de l'Yonne à Michery le 18 juin 1886.

### Personnalités liées à la commune
Jusqu'en 1790 l'histoire de la ville est marquée par sa quarantaine de comtes issus de neuf dynasties différentes.
On peut également signaler :
- Étienne Porcher (v.1320 - v.1385), bienfaiteur de la ville de Joigny au XIVe siècle
- Jean de Joigny (Joigny, 1506 - Valladolid, 1577), sculpteur franco-espagnol
- Saint Vincent de Paul (1581-1660) vécut à Joigny où il fut précepteur des enfants de Philippe-Emmanuel de Gondi. Il vécut également à Villepreux où les Gondi possédaient un autre château[102].
- Antoine Benoist (1632-1717), peintre, sculpteur en cire et médailleur français, y est né.
- Edme Joachim Bourdois de La Motte (1754-1835), médecin français des XVIIIe et XIXe siècles, y est né.
- Alexandre Jean-Batiste Piochard (1754-1818), général des armées de la République et de l'Empire y est né.
- Louis Bonaparte (1778-1846), prince français membre de la maison Bonaparte. Il est l'un des quatre frères de l'empereur Napoléon Ier et le père de Napoléon III. À Joigny, il a commandé de 1800 à 1803 le 5e régiment de Dragons qui y est caserné. Lors de ses résidences dans la ville, il demeure dans une grande maison, quai de Paris[63]
- Sainte Madeleine-Sophie Barat (1779-1865), religieuse française, fondatrice en 1800 de la Société du Sacré-Cœur de Jésus (Congrégation des sœurs du Sacré-Cœur), y est née.
- Ovide Gabriel Roussel, homme politique né le 14 juin 1788 à Joigny (Yonne) et mort le 12 mars 1871 à Paris 14e.
- Marie Charles Jean Melchior de Polignac (1880-1950) , homme d'affaires français, membre du Comité international olympique, président de la maison de Champagne Pommery, y est né.
- Gaston de Pawlowski, (1874-1933), écrivain français, auteur de quelques livres satiriques, docteur en droit, critique littéraire, dramatique et artistique, reporter sportif, y est né.
- Irène Chiot (1898-1945) , assistante sociale, fonde un réseau de la Résistance intérieure française à Joigny. Elle est morte en déportation.
- Marcel Aymé (1902-1967), écrivain, dramaturge, nouvelliste, scénariste et essayiste français, y est né.
- Philippe Monin (1906-1971), homme politique français, député et secrétaire d'État, y est né.
- Jacques Laplaine, dit Lap (1921-1987) , dessinateur au Canard enchaîné, y est né.
- Pierre Gautiez (1923-2006), artiste peintre, illustrateur et critique d'art français, y est né.
- Bruno Pradal (1949-1992), acteur français, est inhumé dans le cimetière de Joigny.
- Yasmine Dahm (1956- ), actrice et chanteuse française, y est née.
- Yom Tov de Joigny ( - 1190), est un rabbin et poète liturgique de l’ère médiévale.
- Yves Vincent (1921-2016), acteur et écrivain français est enterré dans la commune.
- Max Bourgoin, (1910-1944), est un résistant français mort à Joigny.

### Héraldique
| Blason de Joigny | Blason  | D'azur à la ville en perspective d'argent mouvant de la pointe, les bâtiments girouettés et ajourés du même, essorés de gueules, maçonnés de sable, la porte ouverte du champ et dans cette ouverture un maillet d'or, le manche en haut. |
| Blason de Joigny | Détails | Le statut officiel du blason reste à déterminer. |

## Pour approfondir